# Карфаген
Карфаге́н, також Картаге́н чи Картаге́на (фінік. 𐤒𐤓𐤕𐤟𐤇𐤃𐤔𐤕, лат. Carthago або Karthago, дав.-гр. Καρχηδών,, араб. قرطاج, латиніз. Qarṭāj) — стародавнє місто у Північній Африці (руїни якого розташовані за 16 км на північ від міста Туніс у Тунісі), у давнину було столицею однойменної держави.

## Історія

### Від фінікійської колонії до метрополії

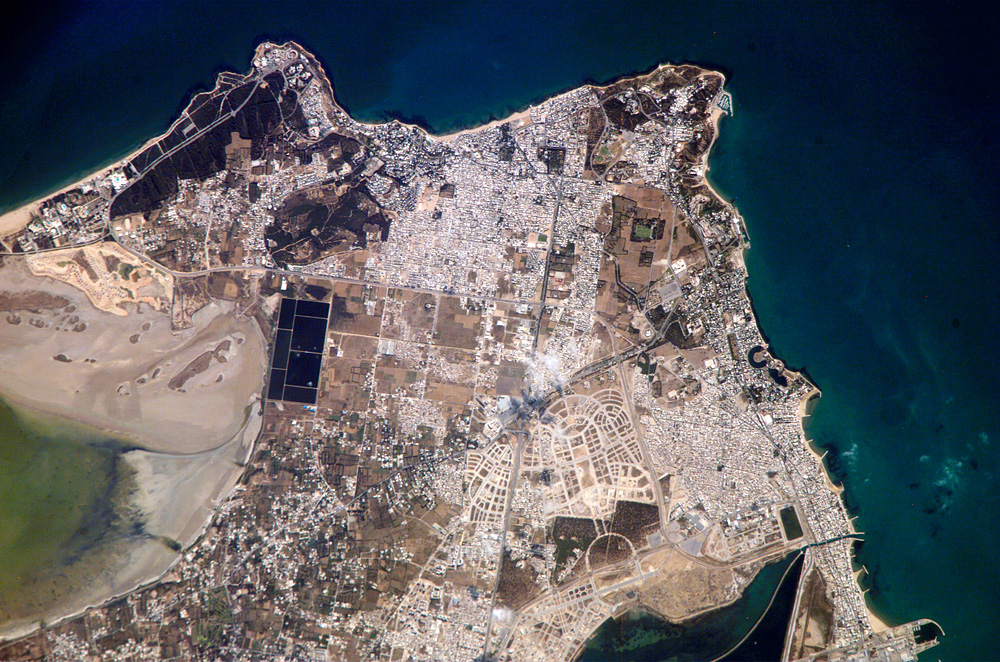
Карфагенський мис. Вигляд з космосу

Карфаген був заснований у 823 р. до н. е. переселенцями з фінікійського міста Тір і отримав назву, що з фінікійської перекладають як Нове Місто. «Новим» Карфаген був насамперед щодо сусідньої Утіки (чиє ім'я, відповідно, перекладають як «старе (місто)»), але деякі дослідники розуміють назву як «новий Тір». За легендою колоністів-засновників очолювала царівна Елісса, що втекла з рідного міста після того, як її брат — цар Пігмаліон вбив її чоловіка Сіхея. Перекази стверджують, що місцеві мешканці фактично відмовили фінікійцям, дозволивши їм зайняти землі не більше, аніж її вкриє бича шкіра. Проте Елісса розрізала шкіру на смужки і зв'язаною з них мотузкою відмежувала цілий пагорб, на якому і заснувала цитадель нового міста (майбутню Бірсу).

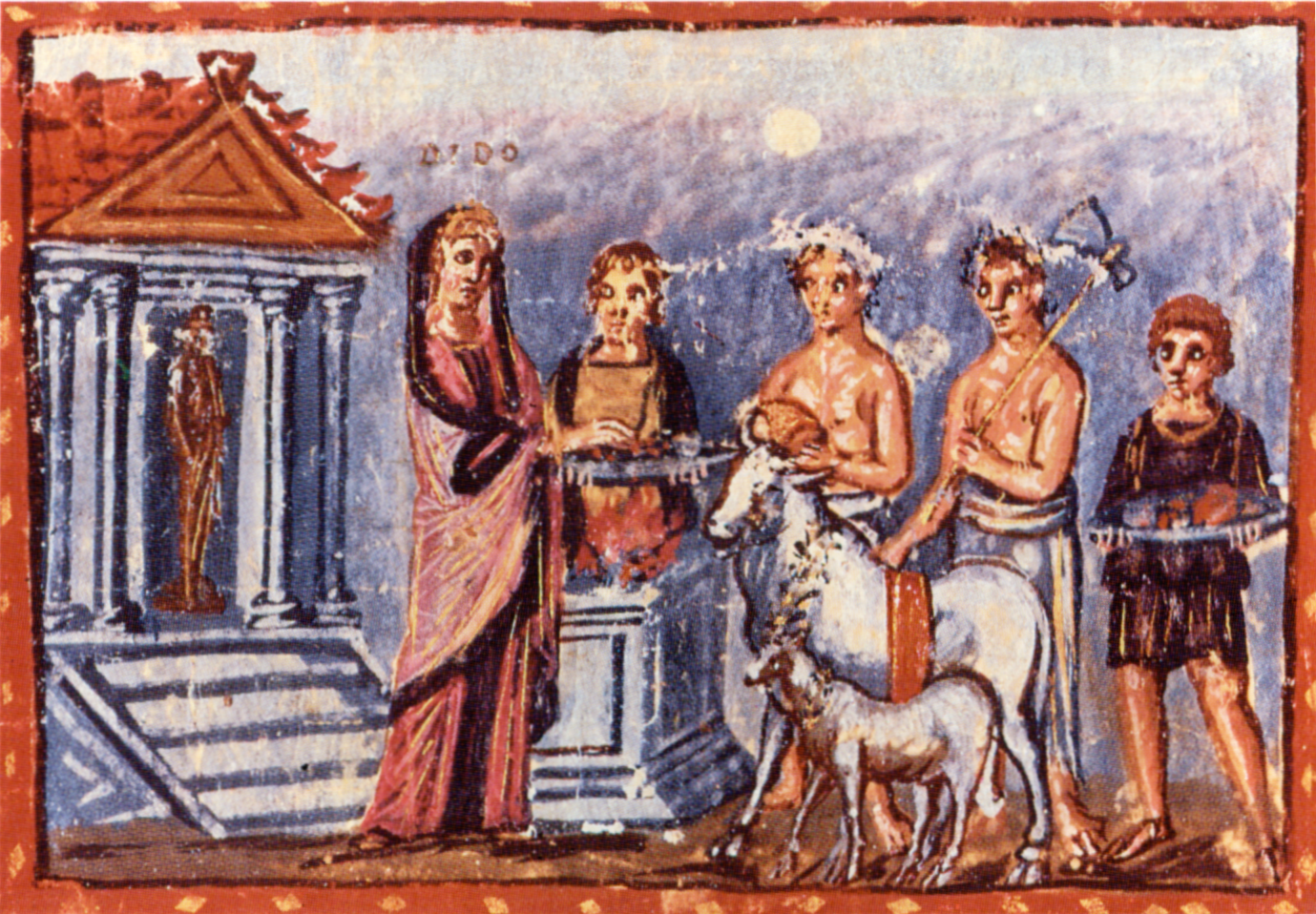
Елісса (Дідона) біля вівтаря. Книжкова ілюстрація (V ст.)

У 814 р. до н. е. Елісса наклала на себе руки (за легендою — зруйнувавши таким чином плани ватажка максіїв Ярбаса взяти її за дружину і отримати місто у «посаг»), і в Карфагені був встановлений республіканський устрій аристократичного зразка. Вища влада в місті належала Раді десяти (Ашарату) — спочатку із супутників Елісси, а потім із їхніх нащадків. Існували і народні збори (ам), але про їхні повноваження практично нічого невідомо, що може свідчити про те, що їхній вплив був незначним. Командувача військом (рабімаханата) призначала Рада десяти, саме він представляв Карфаген і у зовнішніх зносинах.
У першій чверті VII ст. до н. е. до Карфагена прибуває нова хвиля переселенців з Фінікії. Місто швидко зростає, налагоджуються торговельні зв'язки не лише з метрополією і іншими фінікійськими колоніями, але й з Етрурією і Грецією, зокрема з Коринфом. У 663 р. до н. е. карфагеняни заснували і першу власну колонію — Ебес на острові Пітіуса біля узбережжя Піренейського півострова. Проникнення карфагенян на далекий захід Середземного моря викликало конфлікт із Массалією, яка вважала ці території власною «вотчиною». Карфагеняни зазнали поразки і змушені були зосередитись насамперед на освоєнні африканського узбережжя. Так, наприкінці VII — початку VI ст. до н. е. був заснований Керкуан на півострові Бон, встановлений контроль над Гадруметом, Сабратою і Лептісом.

### «Великі війни» Малха. Спроба встановлення тиранії і утвердження олігархії

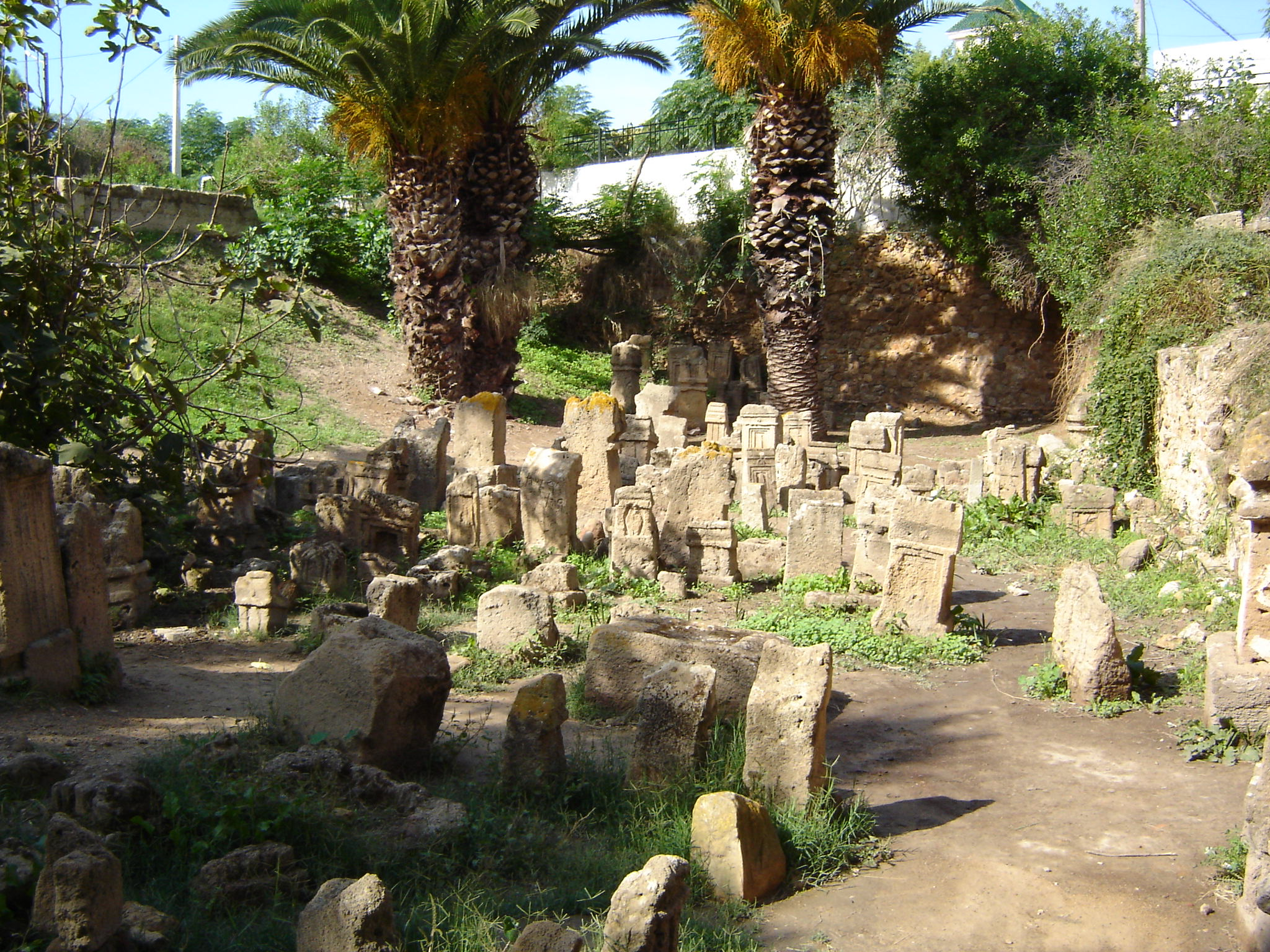
Тофет Карфагена

В 50-х роках VI ст. до н. е. під керівництвом командувача Малха карфагенянам вдалося здобути кілька важливих перемог над сусідніми берберськими племенами і звільнити місто від обов'язку сплачувати данину максіям, на землі яких він був заснований. В історію ці війни увійшли під назвою «великих». На знак тріумфу десяту частину здобичі командувач у супроводі свого сина відіслав до Тіра. Переправившись до Сицилії, Малх встановив контроль над фінікійськими містами на заході острова і сусідніми племенами сіканів, уклавши союз з елімами. У 545–540 рр. до н. е. — воював на Сардинії. Карфагеняни зруйнували непокірну фінікійську колонію Кукуред, поруч з яким заснували вже карфагенський Караліс (сучасний Кальярі). Однак надалі військова кампанія складалася невдало і ашарат засудив Малха до вигнання — разом з усім його військом.
У відповідь Малх переправив військо до Карфагена і захопив владу у місті. Члени ашарату були страчені, а народу оголосили про відновлення «справедливих старих законів». За стилем правління влада Малха загалом нагадувала давньогрецьку тиранію. Супротивники підозрювали, що він хоче стати царем, проте публічно він таких намірів не висловлював, вочевидь розуміючи непопулярність такого кроку серед громади. Проте врешті-решт проти Малха виступив навіть його власний син, за що був страчений. Обурений народ невдовзі повстав і розправився із самим Малхом.

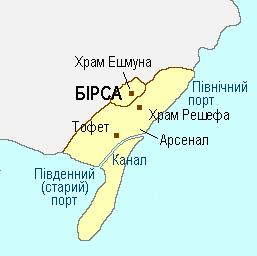
Карфаген у перші століття своєї історії

В Карфагені була встановлена олігархічна конституція. Формально влада належала народним зборам. Але керувала адіра (фінік.  ), яка відтепер призначала військового командувача і державних посадовців. Вища цивільна влада зосереджувалася в руках двох суфетів. Існували також посади суддів, скарбників (мхашбів), «наглядачів за ринками» (махазів) і писарів (соферів). Якщо для призначення на деякі з них і не було майнового цензу, для не надто заможних громадян вони все одно були недоступні, адже за цю роботу в Карфагені не платили.

### Доба Магона і Магонідів
Незважаючи на прагнення авторів конституції всіляко обмежити можливості для встановлення тиранії, одразу після завершення «малхової смути» фактична влада зосередилася в руках нового командувача — Магона. Цьому сприяла і проведена ним військова реформа. Спрямована на посилення військової дисципліни, вона фактично легалізувала використання загонів найманців, які слухалися лише того, хто їм платив.
Наведення дисципліни було вкрай важливе з огляду на війни, до яких був втягнутий Карфаген. Занепокоєні масовим переселенням на Корсику фокейців (540 р. до н. е.) містяни уклали союз з етруським містом Цере. В битві при Алалії (535 р. до н. е.) альянти зазнали поразки, але й переможці втратили майже весь свій флот. Фокейці змушені були визнати Сардинію карфагенським володінням і евакуювати з острова усіх грецьких колоністів. Щоправда, населення Сардинії і навіть деякі фінікійські міста чинили карфагенянам відчайдушний спротив, у боротьбі з сардами врешті-решт загинув старший син Магона Гасдрубал.
Наприкінці VI ст. до н. е. карфагеняни перейшли в рішучий наступ в Іберії. Тартесс у цей час був ослаблений руйнівним землетрусом, і скориставшись цим пунійці завдали місцевим царям Форіку та Аравріку важкої поразки, внаслідок якої тартесійці змушені були відмовитися від усіх територій на схід від Гібралтара, що перетворився на опорний пункт карфагенян. Спираючись на нього, вони поступово починають перебирати контроль над південно-східним узбережжям сучасної Іспанії.
У 515 р. до н. е. спартанці на чолі з Доріеєм за підтримки киренців спробували заснувати колонію у гирлі річки Кінипс біля Лептіса. За підтримки максіїв і лівійців карфагеняни витіснили колоністів. Східним кордоном Карфагена офіційно були визнані Філенові олтарі.
Доріей попрямував спочатку до Італії, а потім — до Сицилії, де між Панормом і Солунтом заснував колонію Гераклея. Еліни звернулися за допомогою, і карфагеняни не забарилися. Гераклея була зруйнована, сам Доріей загинув (506 р. до н. е.), а Карфаген закріпив за собою захід Сицилії.

### Карфагенськаталасократія

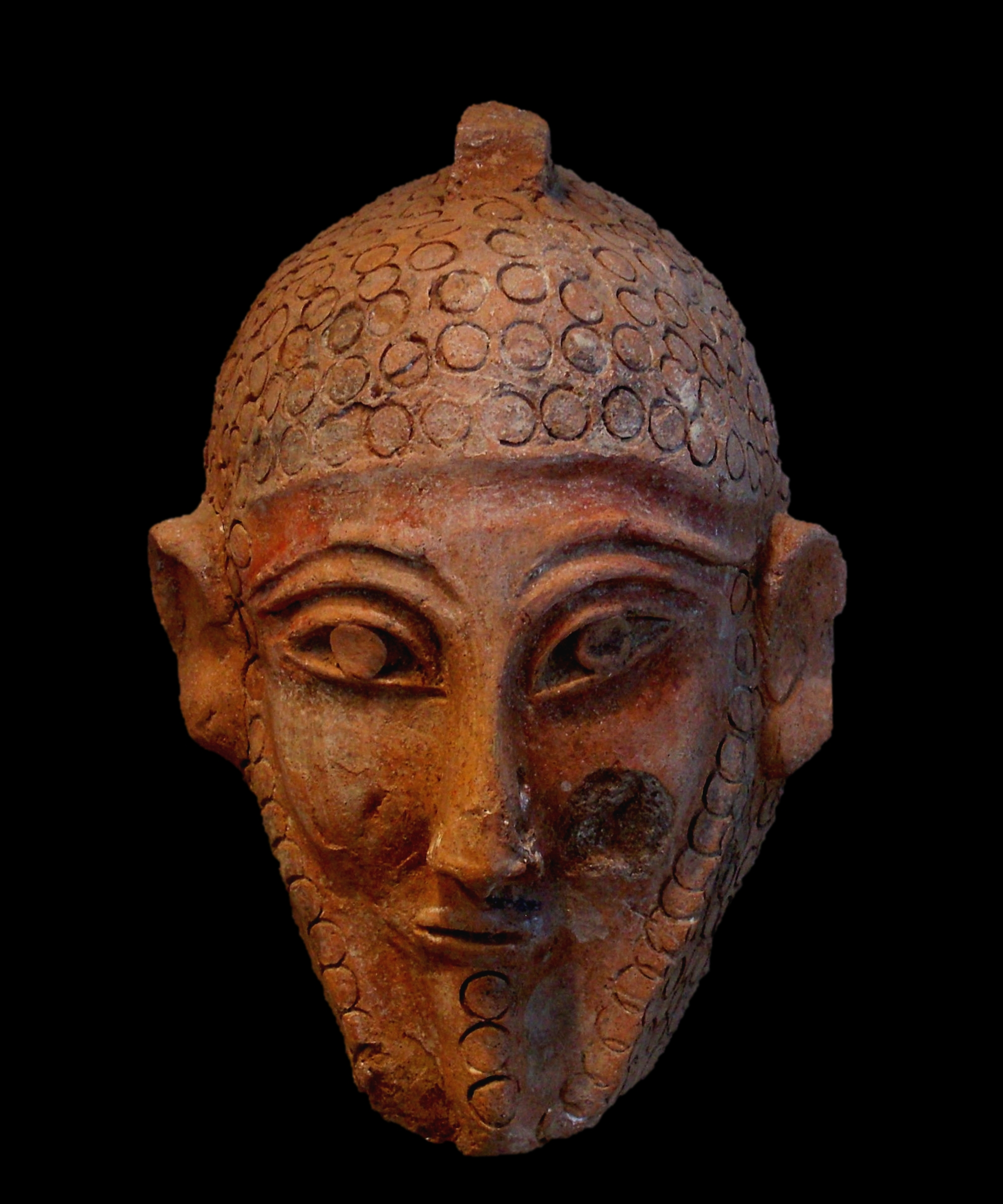
Теракотова маска (Музей Бардо)

Експансія карфагенян в Іспанії призвела до нової війни з массаліотами. В розпал війни до Карфагену прибули посланці перського володаря Дарія Великого. Але царську «пропозицію» приєднатися до персів містяни відхилили. У 484 р. до н. е. массалійський флот під керівництвом Геракліда Міласького завдав карфагенянам поразки у Артемісія Іберійського. Проте за умовами миру греки змушені були погодитися на карфагенську блокаду Гібралтарської протоки.
У 481 р. до н. е. карфагеняни таки уклали союз з Ксерксом, зацікавленим в «оточенні» Еллади. Для наступу на греків карфагеняни використали конфлікти між їхніми містами і звернення по допомогу тирана Регія Анаксилая, який був пов'язаний проксенією з сином Магона Гамількаром. Той з величезною армією десантувався в Сицилії і рушив на Гімеру. На зустріч Гамількару виступила армія сиракузького тирана Гелона. 20 вересня 480 р. до н. е. греки зненацька напали на невеличкий загін карфагенського командувача, що приносив жертви богам. Зрозумівши, що врятуватися не може, Гамількар кинувся у жертовний вогонь. Позбавлена керівництва карфагенська армія зазнала нищівної поразки. Карфагеняни поквапилися укласти мир, погодившись сплатити військові витрати сиракузян, дві тисячі талантів срібла контрибуції і збудувати два храми для зберігання тексту угоди.
Замирившись із Сиракузами, карфагеняни отримали змогу допомогти Гадесу, який в цей час взяли в облогу тартессійці. Однак після перемоги карфагеняни не захотіли залишати Іберію, і вже самі взяли місто штурмом. Гадес увійшов до складу їхньої держави на правах союзника, зберігши власне самоврядування, право карбувати свою монету, флот і навіть військо. Спираючись на Гадес, карфагеняни завершили розгром тартессійців, приєднавши їхні володіння до своєї держави (не пізніше 477 р. до н. е.).
З 475 р. до н. е. Карфаген змушений був вести виснажливі війни і проти своїх берберських сусідів. Спочатку, щоправда, від них намагалися відкупитися. А пізніше, під керівництвом онуків Магона Великого (їх було аж шість), насамперед Ганнона (сина Гамількара, що пізніше отримав прізвисько Мореплавця), перейшли в рішучий контрнаступ. Принагідно карфагеняни приєднали до себе Утіку, яка теж увійшла до складу їхньої держави на правах союзника (однак, на відміну від Гадеса, без права карбувати власну монету, до того ж під контролем Карфагена опинилися її зовнішні зносини, навіть комерційні). Був зруйнований Кібос — єдина іонійська (і взагалі грецька) колонія безпосередньо на західноафриканському узбережжі. Під владу карфагенян потрапила і Евбея — грецьке містечко на острові поруч з Гіппоном Акра.

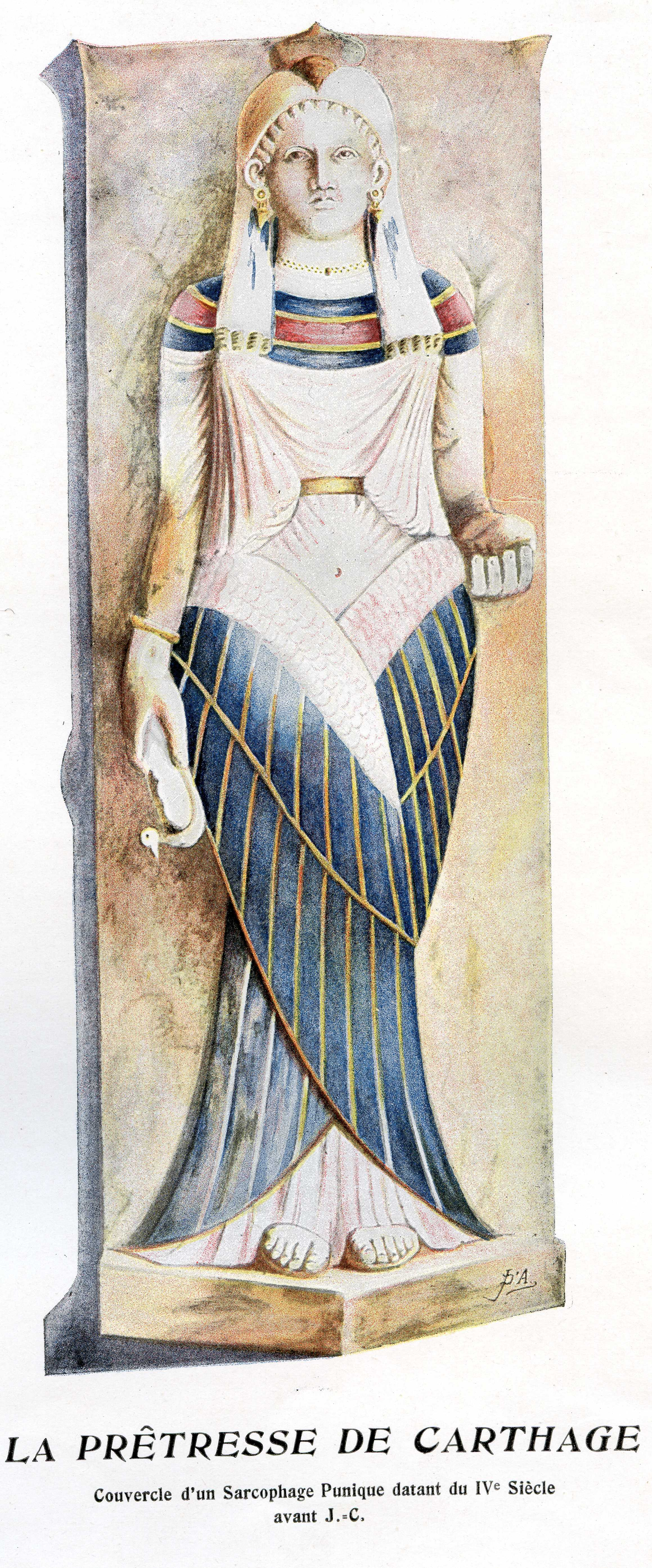
Карфагенська жриця. Зображення на саркофазі

Для цілковитого контролю над шляхом до Гібралтара була створена особлива система колоній-ринків. Приблизно з 460 р. до н. е. Ганнон Мореплавець розпочав утворення колоній на Атлантичному узбережжі Африки і здійснив подорож на південь від гирла річки Сенегал (за деякими інтерпретаціями допливши аж до Камеруну). Брат Ганнона Гімількон спробував досягти Естримнід (Бретані, або ж Корнуолла), однак його плавання було не таким успішним, північна торгівля залишилася в руках «союзного» Гадеса.

### Експансія на Сицилії і внутрішня криза у Карфагені
Карфагенська олігархія, однак, була незадоволена всевладдям Магонідів і лише шукала приводу, аби покласти йому край. Врешті решт останнього онука Магона, який залишився на той час живий, — Гісгона вигнали з міста, поставивши йому у вину поразку під Гімерою його батька Гамількара, і той знайшов притулок у Селінунті. Щоб уникнути надалі надмірного зосередження влади в руках окремих осіб, був утворений новий державний орган — Рада ста, що формувалася з колишніх посадовців і мала стежити за дотриманням законів. Особливо пильними члени Ради мали бути щодо суфетів і військового командувача (або командувачів — іноді їх призначали одразу двох). Потрапити до Ради могли лише найзаможніші громадяни, бо існував майновий ценз, а вибори здійснювали «комісії», що самі поповнювали свій склад шляхом кооптування.
Тепер Магоніди не здавалися такими небезпечними. Сина Гісгона — Ганнібала Рада навіть призначила командувачем у новій сицилійській війні. У 409 р. до н. е. Ганнібал з військом десантувався у Мотії. Еліми добровільно перейшли під владу Карфагена, Селінунт і Гімера чинили відчайдушний спротив, але також були здобуті і приєднані до карфагенських володінь. У 406 р. до н. е. наступник Ганнібала Гімількон розвинув успіх і взяв в облогу Сиракузи. Лише епідемія в таборі нападників врятувала місто.
У 405 р. до н. е. був укладений мир, який віддавав Карфагену половину Сицилії з Селінунтом, Гімерою, Акрагантом і землями сиканів, а Гела та Камарина ще й мали сплачувати пунійцям данину. Щоправда, Гімількон змушений був поспішати до Африки, де почалося повстання берберів. Повстанці підійшли до мурів самого Карфагена і придушити заворушення вдалося лише за допомогою хитрощів.
У 398 р. до н. е. сиракузький тиран Діонісій розірвав мир і місто за містом відвоював усю Сицилію, з фінікійськими містами включно. Залишки карфагенян забарикадувалися у Мотії, але Діонісій взяв і її, зруйнувавши дощенту. Міські мешканці згодом заснували нове місто Лілібей, проте острів для пунійців був втрачений. Гімількон з відчаю наклав на себе руки, а в Африці спалахнуло нове, масштабніше берберське повстання, до якого приєдналися ще й раби.

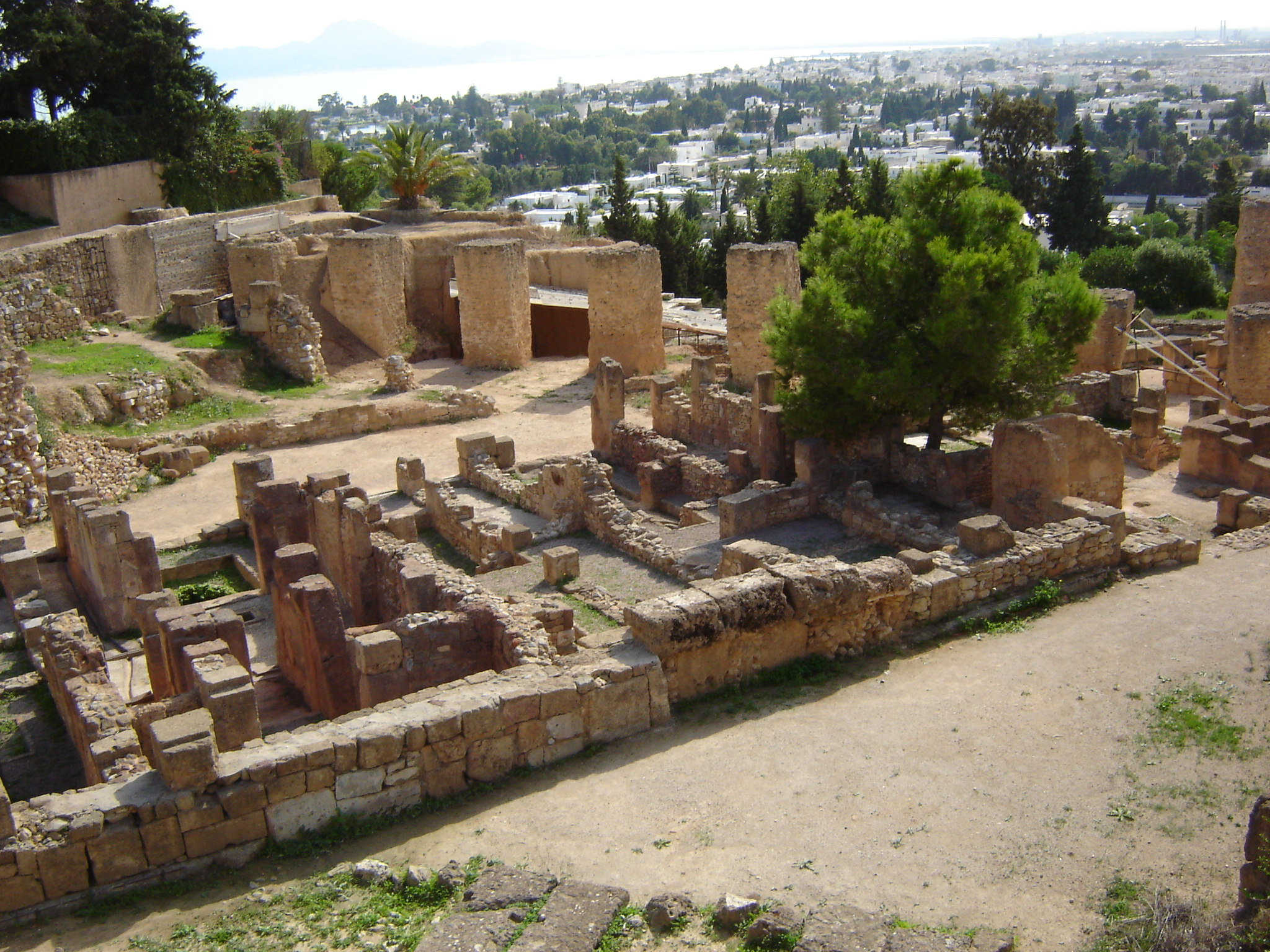
Руїни «пунічного кварталу» на пагорбі Бірса

Карфаген втратив усі свої володіння за межами міста. Величезне військо повстанців почало готувати облогу столиці, ставши табором у сусідньому селищі Тунет. Хвилювання почалися і в самому Карфагені. Ширилися чутки, що поразки є покаранням за сплюндровані на Сицилії грецькі храми. Для того, щоб заспокоїти громаду, урядовці змушені були навіть офіційно запровадити у Карфагені грецький культ «постраждалих» Кори і Деметри. Завдяки енергійним заходам вдалося відновити постачання хліба до столиці, а згодом — позбавити провіанту повстанців. Серед бунтівників почалися конфлікти і за допомогою підкупу виступ був придушений. Скориставшись ситуацією олігархія остаточно позбавила впливу «непотрібних» вже Магонідів.

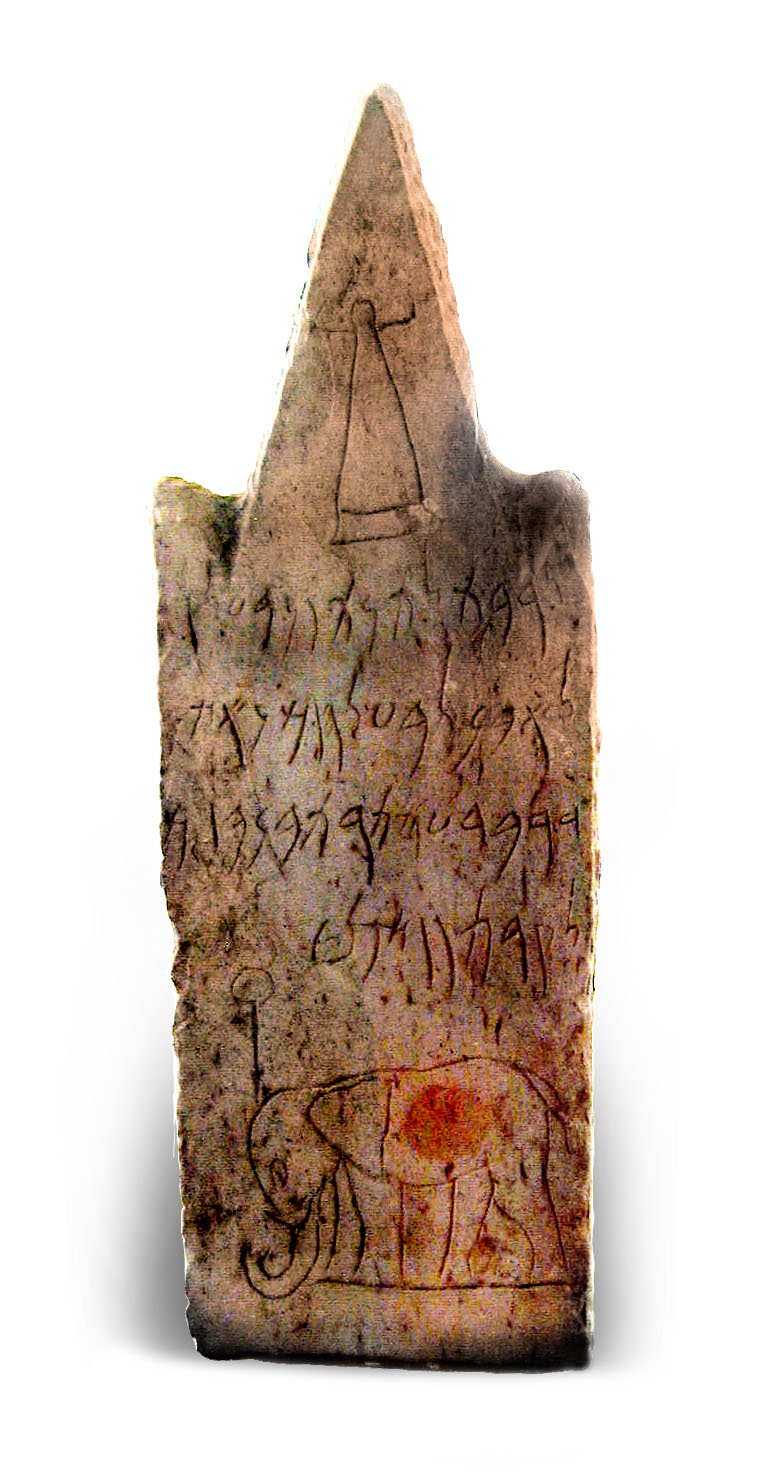
Стела із зображенням слона (Карфагенський національний музей)

Однак олігархічний режим, найяскравішим представником якого вважають суфета Сун'ятона, не був тривким. В 379 р. до н. е. у Карфагені спалахнула епідемія, і пошук винних призвів до справжнього громадянського конфлікту — із збройними сутичками на вулицях, пораненими і загиблими. Відновити лад вдалося лише після того, як вороги остаточно виснажили один одного. Тоді ж була відновлена й влада Карфагену над Африкою і Сардинією. А за допомогою греків, невдоволених гегемонією Сиракуз, карфагеняни повернулися на Сицилію. Східним кордоном їхніх володінь на острові стала річка Галик.

### Ганнон I Великий і Ганноніди

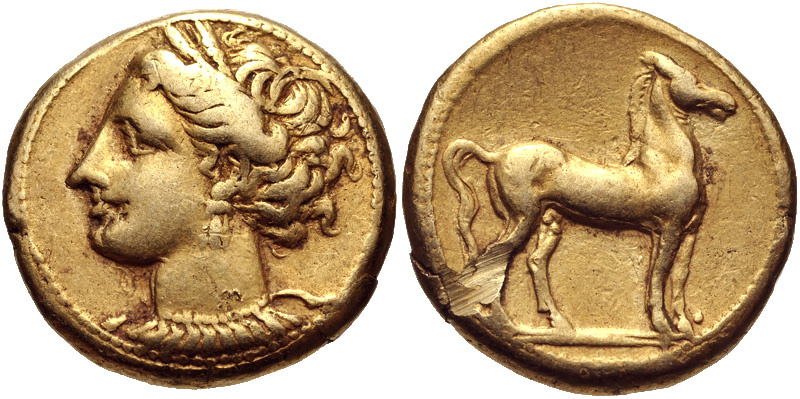
Карфагенська монета з зображенням богині Таніт (приблизно 310—290 рр. до н. е.

Нова війна призвела до зростання впливу військових, найталановитішим з яких був Ганнон I на прізвисько Великий. Аби позбутися його, Сун'ятон встановив контакт з головним ворогом Карфагена — сиракузьким тираном Діонісієм і видав йому військові таємниці. Завдяки цьому сиракузяни перейшли у 368 р. до н. е. у наступ, захопили Селінунт і взяли в облогу Лілібей. Але карфагеняни завдали їм поразки на морі — під Ерикою. А потім Діонісій помер, мир уклали за принципом статус-кво, а Сун'ятона викрили і стратили. Ухвалили навіть закон, який забороняв карфагенянам вивчати грецьку мову, щоб «у зрадників не було можливості спілкуватися з ворогами», який, щоправда, залишився на папері. Вплив Ганнона ще більше зріс завдяки його перемогам у Африці і на Піренейському півострові, де він значно розширив і зміцнив карфагенські володіння. Коли в Сиракузах спалахнула громадянська війна, Ганнон знову вирушив до Сицилії. Сиракузяни змушені були звернутися за допомогою до своєї метрополії — Коринфа, який надіслав військо під командуванням Тімолеонта. Адіра відкликала Ганнона додому, але його наступник Магон зазнав поразки і змушений був відступити від Сиракуз.

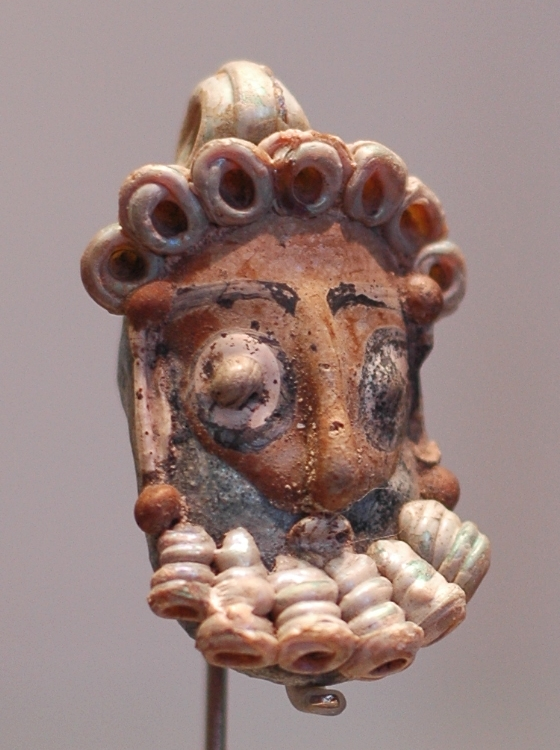
Бородань. Скляна підвіска, знайдена у Карфагені (Лувр)

Обурений Ганнон вирішив помститися адірі та вбити усіх її членів. Для цього він запросив їх до себе додому на весілля доньки. Проте його план був викритий. Тоді колишній командувач втік з міста до свого маєтку, де на власні кошти озброїв 20 тисяч рабів. Але повстання було швидко придушено. Ганнона схопили і жорстоко стратили. Вбили і усіх родичів заколотника, окрім сина Гісгона. З огляду на його військові звитяги, обмежилися його вигнанням з Карфагена. І лише після численних поразок наступників Ганнона у Сицилії Гісгона повернули і призначили командувачем. У 339 р. до н. е. Гісгон домігся миру з греками і відновлення кордону на річці Галик. Ганноніди перетворюються на найвпливовішу родину Карфагена — і водночас на надійну опору карфагенської олігархії.
Син Гісгона Гамількар очолював карфагенське військо під час війни з новим тираном Сиракуз Агафоклом. Гамількару вдалося захопити усю Сицилію і вкотре взяти в облогу Сиракузи. Але Агафокл несподівано вирішив перенести війну до Африки, в 310 р. до н. е. десантувався біля Карфагена і захопив Тунет. Наступного року карфагеняни зазнали поразки і біля самих Сиракуз, а Гамількар загинув у бою. Раді довелося терміново набирати нову армію, на чолі якої поставили одразу двох командувачів, які до того ж терпіти не могли один одного — Бомількара й іншого Ганнона. Однак останній невдовзі теж загинув. Почувши про це, повстали нумідійці. Карфагеняни ледь встигли зорганізувати бунт інших берберів і придушити заворушення. Тоді Агафокл покликав на допомогу киренців. Облога ставала нестерпною. Цим спробував скористатися Бомількар, що влаштував у місті спробу державного перевороту. Карфагеняни заколотника не підтримали і, схопивши, стратили. Але його спільникам довелося пообіцяти амністію.
У 307 р. до н. е. сиракузяни змушені були послабити облогу, а Агафокл повернувся до Сицилії. Карфагеняни скористалися цим, щоб спровокувати греків розпорошити свої сили і бити їх по частинах. Врешті решт Агафокл змушений був укласти мир, підтвердивши довоєнний кордон і навіть виплативши Карфагену контрибуцію.
Після смерті Агафокла у грецькій частині Сицилії запанував хаос, і карфагеняни знову перейшли у наступ. Одночасно вони витіснили сиракузян з Корсики і приєднали острів до своїх володінь (280 р. до н. е.). Мешканці Сиракуз змушені були знову звернутися за зовнішньою допомогою — цього разу до зятя Агафокла — епірського царя Пірра. Той з ентузіазмом прийняв запрошення і досить швидко відвоював майже весь острів, за винятком Лілібея. Однак невдовзі налаштував проти себе самих греків і поквапився залишити Сицилію, що майже вся — окрім власне Сиракуз і утримуваної колишніми найманцями Агафокла (мамертинцями) Мессани опинилася під пунійською владою.

### Втрата Сицилії, повстання найманців і підйом демократичного руху
Спроба допомогти мамертинцям в боротьбі з сиракузянами призвела до конфлікту Карфагена із своїм недавнім союзником — Римом. Перша Пунічна війна складалася для карфагенян загалом невдало. У 256 р. до н. е. римляни навіть перенесли бойові дії на африканську територію. З огляду на критичне становище на чолі пунійського війська поставили іноземного «фахівця» — спартанця Ксантіппа. Той за допомогою нумідійської кінноти і бойових слонів розгромив інтервентів, а консул Регул потрапив до полону. У 247 р. до н. е. новим командувачем був призначений Гамількар на прізвисько Барка (Блискавка). Він завдав римлянам кілька відчутних ударів у Сицилії, проте після поразки карфагенського флоту біля Егадських островів, був фактично відрізаний від метрополії і змушений був погодитися на мир, згідно з яким Карфаген остаточно відмовлявся від Сицилії і виплачував римлянам величезну контрибуцію.

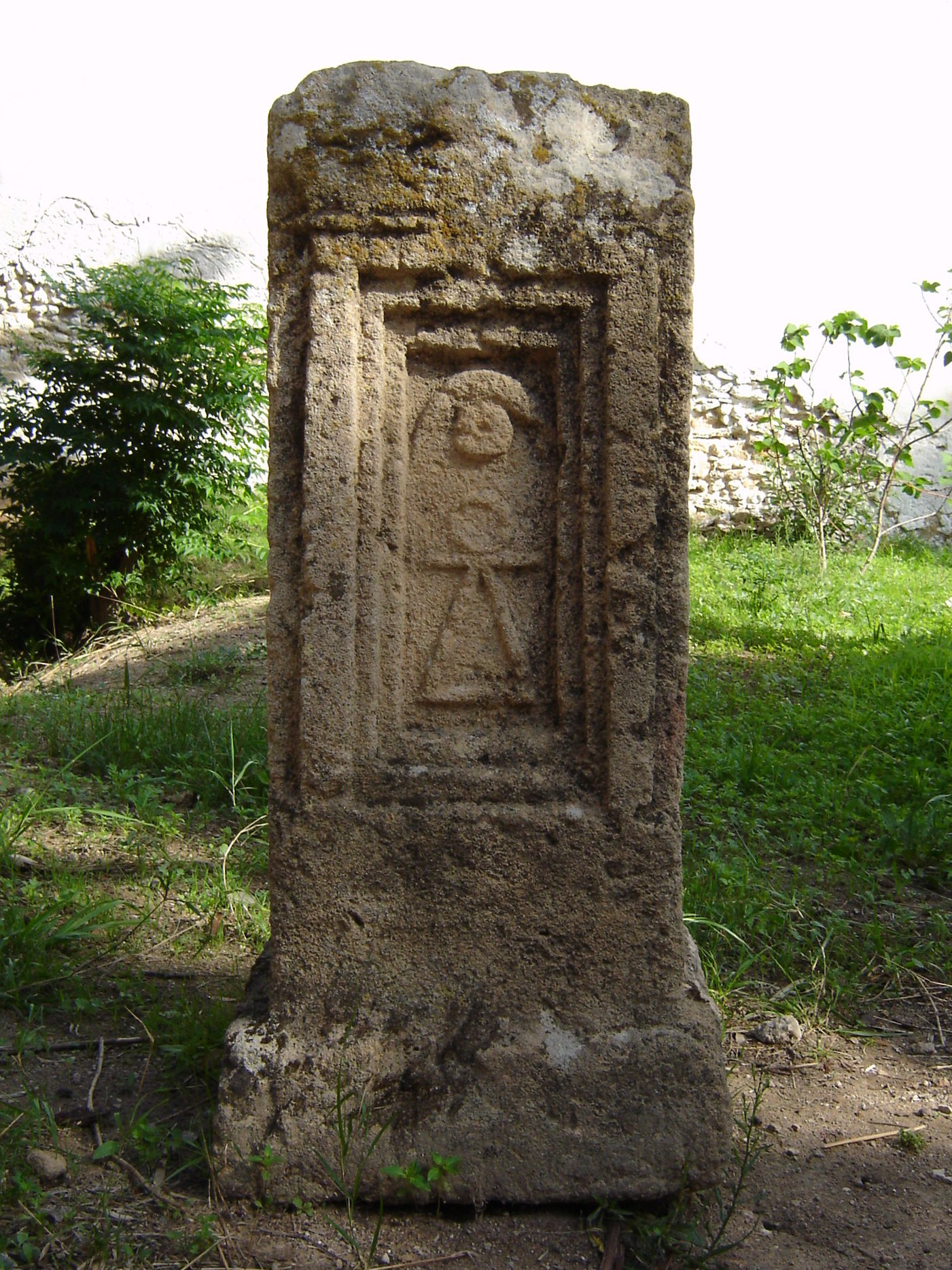
Стела, присвячена богині Таніт

Затримки з виплатою грошей найманцям, що після завершення війни опинилися без «роботи», спровокували грандіозне повстання, під час якого до обурених солдатів приєдналися лівійці, нумідійці і раби, що втекли від своїх господарів. На бік повстанців перейшли і деякі міста Карфагенської держави, невдоволені своїм становищем, — насамперед Утіка, заворушення розповсюдилися на Сардинію і навіть на Іберію. Ставленики олігархії виявилися неспроможними приборкати повстання. Невдоволення владою сприяло підйому демократичного руху в самому Карфагені, одним з лідером якого був зять Гамількара Барки Гасдрубал. Простолюд домігся відсторонення від влади Ганнонідів і розширення прав народних зборів, які відтепер самі обирали командувача. Першим командувачем «голосами громадян» став Гамількар. Сам Барка, щоправда, до демократів не належав. Його родина була пов'язана з торговельною верхівкою міста, зацікавленою в активній зовнішній політиці, принципи якої сповідував і Гамількар.
Ставши на чолі війська, Гамількар послідовно і жорстоко придушив повстання найманців, відновивши владу Карфагена над африканськими територіями. Щоправда, Сардинію довелося віддати Риму — за рахунок невиплаченої частини контрибуції. Громадяни вимагали «компенсації», і Барка запропонував розширення карфагенських володінь в Іберії. Демократична партія домоглася не лише організації такої експедиції на чолі з Гамількаром, але й надання йому надзвичайних повноважень на завойованих теренах, які давні автори небезпідставно порівнювали з царськими. За короткий термін Гамількар значно розширив підконтрольну територію і навіть заснував новий адміністративний центр — Акру Левку. Недовзі він, однак, загинув, і новим командувачем експедиційного корпусу був призначений «демократ» Гасдрубал. Він, щоправда, віддавав первагу дипломатичним методам і навіть одружився другим шлюбом на доньці одного з місцевих ватажків. Центром його володінь стало місто, засноване Гасдрубалом і назване ним Карфагеном (пізніше — Новий Карфаген, зараз Картахена). А в 226 р. до н. е. полководець уклав угоду з римлянами, за якою північним кордоном пунійських володінь визнавалася річка Ібер. Подейкували, що це мало б забезпечити нейтралітет Рима під час демократичного перевороту в Карфагені. Саме для здійснення такого перевороту Гасдрубал невдовзі і вирушив на батьківщину. Проте швидко переконався, що сил для захоплення влади у демократів замало, тож знову вирушив до Іберії, де загинув від рук одного з місцевих мешканців.

### Ганнібал. Друга Пунічна війна. Нездійснені надії на зміни

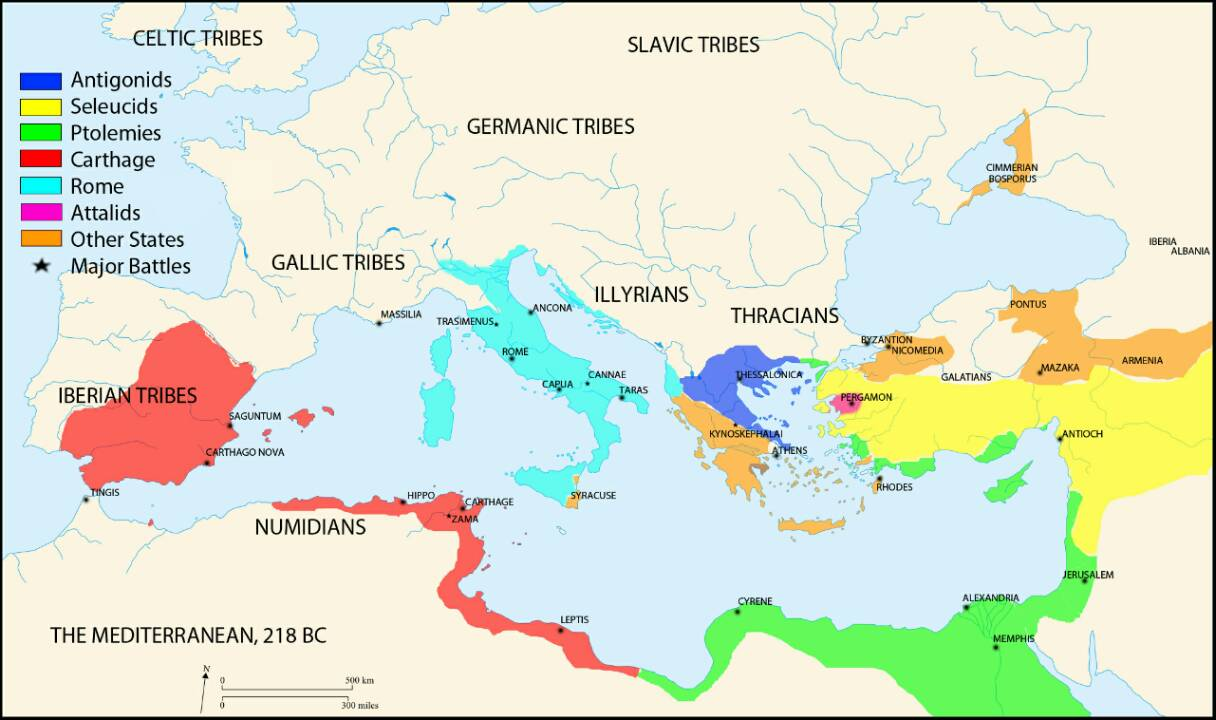
Політична мапа Середземномор'я у 218 до н.е. напередодні Другої Пунічної війни

Карфагенська армія в Іберії проголосила своїм командувачем сина Гамількара Барки Ганнібала і уряд змушений був погодитися. Ганнібал одразу взяв курс на пряме зіткнення з Римом. Придушивши дрібні повстання місцевих племен, він після восьмимісячної облоги захопив союзне римлянам місто Сагунт. У відповідь римляни оголосили Карфагену війну, що увійшла до історії під назвою Другої Пунічної.
Ініціатива спочатку цілком належала Ганнібалу, який разом з військом здійснив стрімкий перехід з Іберії до Італії, і на території супротивника, при першій-ліпшій нагоді, трощив війська Рима. Чи не найгучнішим його успіхом стала перемога під Каннами (216 р. до н. е.). Однак на штурм Рима Ганнібал так і не наважився. І римляни поступово почали брати реванш на інших театрах війни. У 212 р. до н. е. вони захопили цього разу союзні карфагенянам Сиракузи, поступово витіснили пунійців з Іберії — останнім їхнім містом залишався Гадес, але і він капітулював у 206 р. до н. е. В 204 р. до н. е. Сципіон з військом десантувався в Африці і залучив на свій бік нумідіців на чолі з царем Масиніссою.
Коли Ганнібал змушений був залишити Італію і повернутися на батьківщину, справа значною мірою була вже програна. У останній битві біля Зами у 202 р. до н. е. Ганнібал зазнав першої, але вирішальної поразки, і сам запропонував уряду укласти мир з ненависним йому особисто Римом. За договором Карфаген втратив Іберію і усі інші позаафриканські володіння, визнавав незалежність Нумідії — при цьому без чіткого позначення її кордонів, відмовився від флоту і права самостійно вести зовнішню політику та ще й сплатити величезну контрибуцію (201 р. до н. е.).

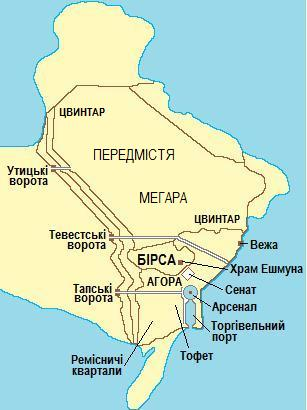
Карфаген під час Пунічних війн

Супротивники Ганнібала спробували притягти його до відповідальності за поразку у війні, ним же й спровокованій, проте без особливого успіху. Карфагенський простолюд був впевнений, що в усьому винен олігархічний уряд, який нібито заважав командувачу вести війну на власний розсуд. Ганнібал швидко перетворився на кумира і ватажка демократичного руху. У 196 р. до н. е. він був обраний суфетом і розпочав кардинальну перебудову політичної системи Карфагена. У своїх діях він не зупинився навіть перед арештом одного з своїх суперників, що обіймав посаду скарбника. Через народні збори був проведений закон, який встановлював щорічні вибори Ради ста і суфетів із забороною займати ту саму посаду два терміни поспіль. Забезпечивши таким чином собі політичний тил, Ганнібал розпочав впорядкування державних фінансів, викривши методи, за допомогою яких ставленики олігархії розкрадали міські кошти. Це дозволило Карфагену сплачувати контрибуцію, не позичаючи гроші у приватних осіб і не збільшуючи податки. Але тим більшим було невдоволення олігархічних кіл. Врешті-решт за допомогою римлян вони змусили Ганнібала скласти обов'язки суфета і залишити місто.

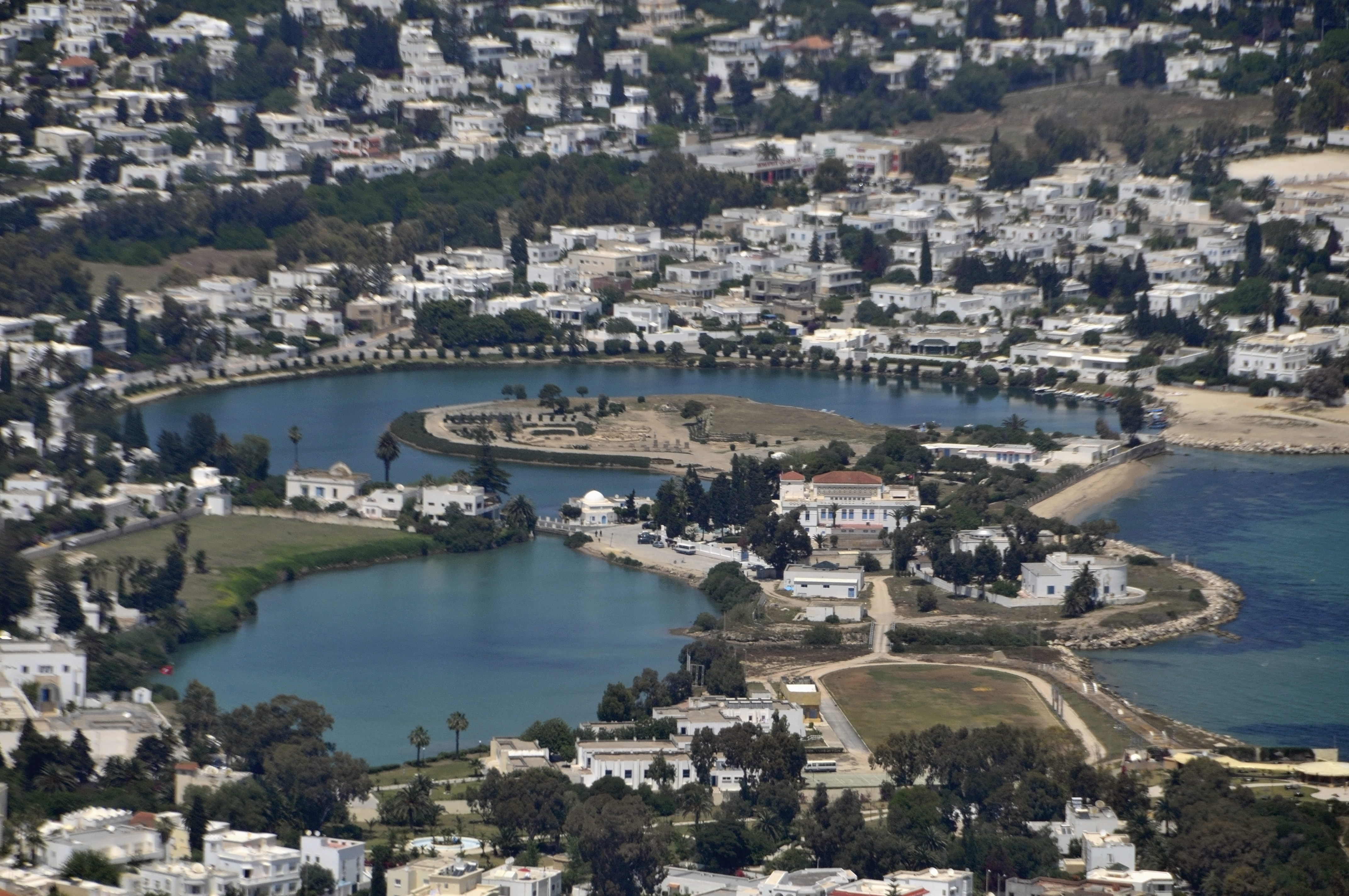
Залишки карфагенських портів

### Економічне відновлення і катастрофа 146р. до н.е.
Перша половина II ст. до н. е. стала добою політичного занепаду Карфагену. Але водночас це був чи не найтриваліший за кілька століть період миру. Це сприяло як відновленню торгівлі, зокрема і транзитної, так і піднесенню власного сільськогосподарського виробництва. Карфаген перетворюється на потужного експортера зерна й олії. Саме на цей час припадає діяльність Магона, який став автором фундаментальної праці зі сільського господарства.
Місто повернуло собі роль економічного центру усього Західного Середземномор'я і це викликало занепокоєння сусідів. Нумідійці, користуючись підтримкою Риму, намагалися приєднати до себе найродючіші карфагенські землі, а коли пунійці наважилися дати відсіч, одразу втрутилися римляни.
У 149 р. до н. е. вони оголосили Карфагену війну і взяли місто в облогу. Спротив був героїчним і тривав три роки. Лише у 146 р. до н. е. загарбники наважилися на вирішальний штурм. Проте бої тривали і на вулицях, і в житлових кварталах, кожний будинок захисники намагалися перетворити на фортецю. А коли стало зрозуміло, що поразка неминуча, ті карфагеняни, які ще тримали в руках зброю, забарикадувалися в храмі Ешмуна і підпалили його. Більша частина мешканців міста загинула під час облоги і штурму, 50 тисяч, які залишилися живими, обернули на рабів.
Карфаген був зруйнований і спалений — пожежа тривала 17 днів. Після чого римляни прокляли і саме місце, на якому було розташоване місто, — переорали його плугом і засипали морською сіллю. Карфагенські володіння перетворили на провінцію Африка, центром якої стала сусідня Утіка.

### Двічі відроджений

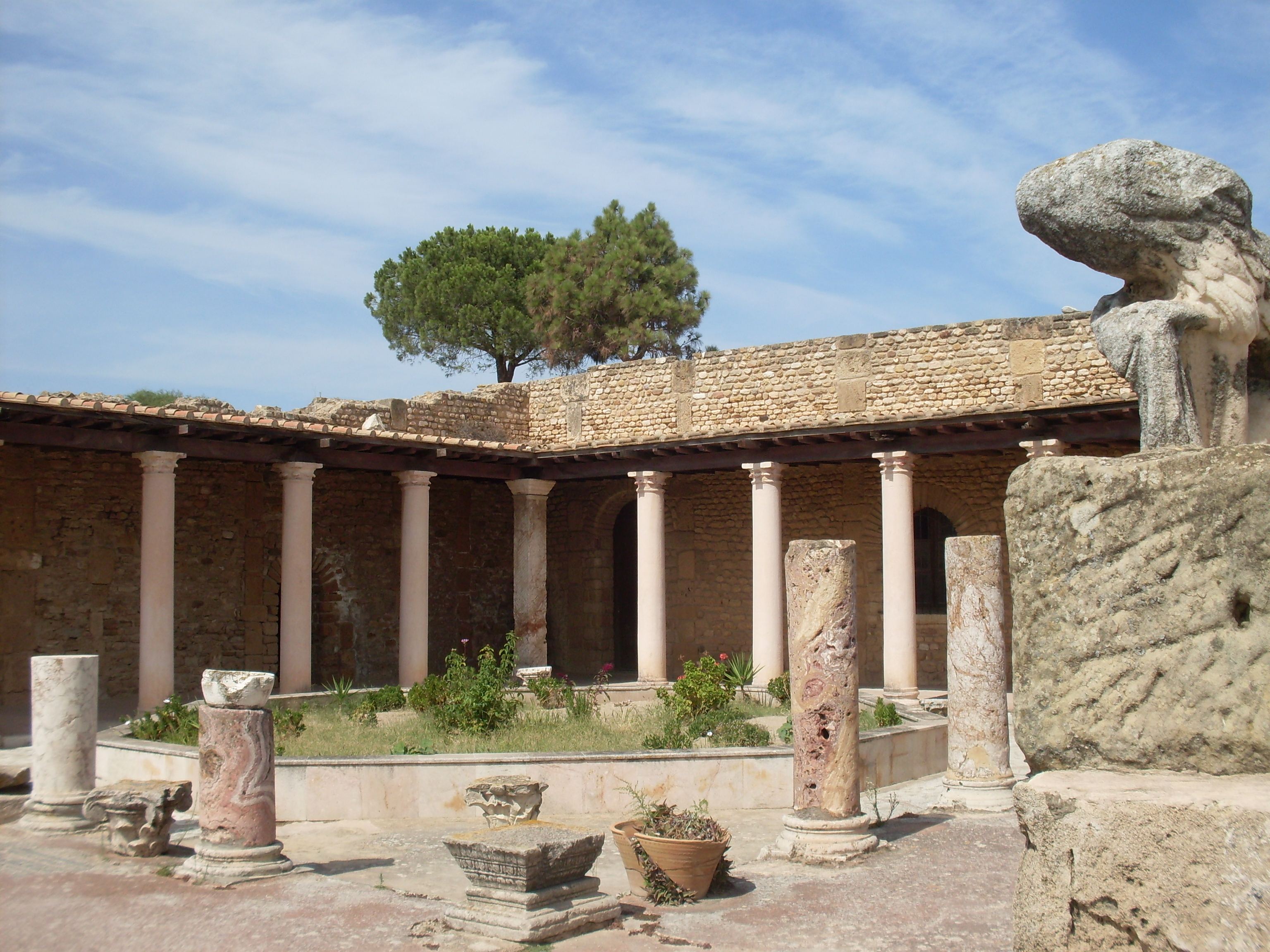
Внутрішний двір римської вілли, відкопаної на території Карфагена

У 122 р. до н. е. у Римі шляхом плебісциту був ухвалений так званий «закон Рубрія» (за іменем одного з народних трибунів), який передбачав заснування на місці Карфагена римської колонії Юнонія (Плутарх наводить і грецький відповідник — Герея). Заснування колонії доручили тріумвірату у складі Гая Гракха (якого називали справжнім ініціатором колонізації), Марка Флакка і Гая Карбона. Запис колоністів вели не лише в Римі, але й у цілій Італії, і загалом у списки внесли 6 тисяч людей. Заснування нового міста супроводжувалося несприятливими прикметами — розповідали, що вовки (або ж гієни) вкрали межові знаки, проте справа таки була доведена до кінця. Заселення тривало і після загибелі Гракха у 121 р. до н. е., але врешті — за наполяганням його супротивників з числа сенаторів — був ухвалений інший закон (у тому ж році, або ж у 119 р. до н. е. — джерела непевні), який позбавив Юнонію статусу колонії. Це позбавило стимулів для переселення до Африки нових колоністів, проте більшість з тих, хто вже переселився і отримав землю на новому місці, залишилася жити на території Карфагена.

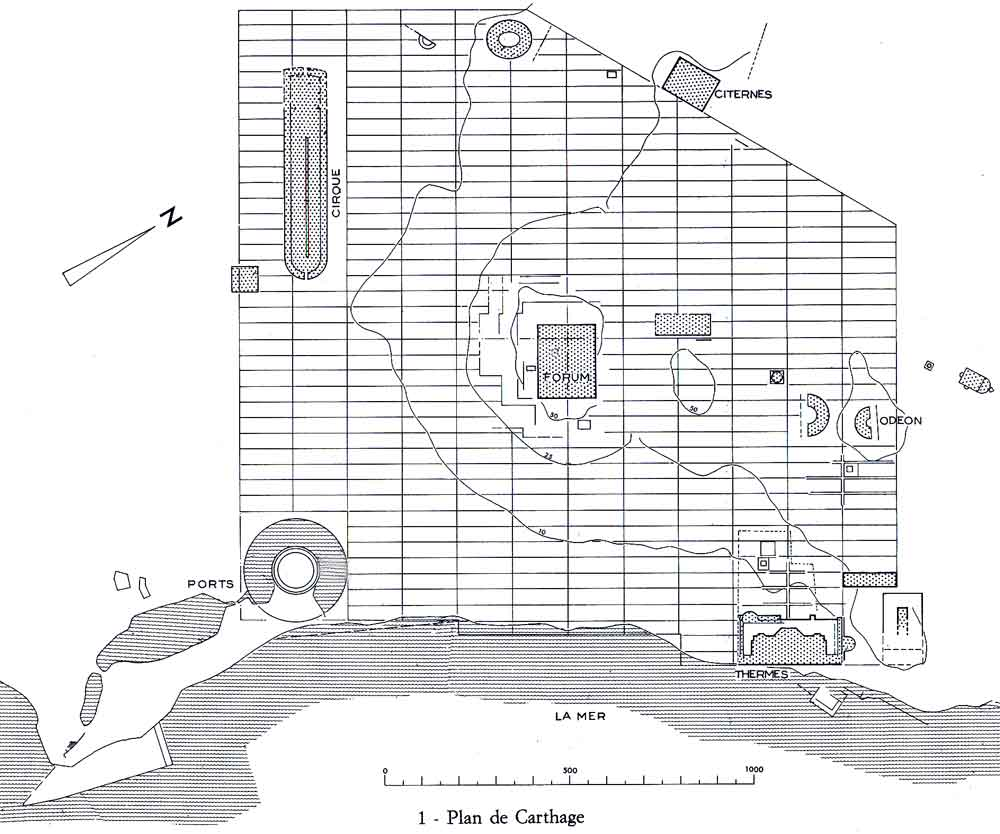
План забудови Карфагена римських часів

До спроб організованої колонізації римляни повернулися лише у 46 р. до н. е. Цього разу ініціатором був Юлій Цезар, якому були потрібні землі для розселення чисельних ветеранів. Посилаючись на віщий сон, який він нібито побачив під час відвідин руїн великого міста, Цезар вирішив заснувати колонію під назвою Юлія Карфагенська (Colonia Julia Carthago). Однак за життя диктатора проект здійснити не встигли. Виконати волю свого названого батька взявся Октавіан Август. Проте заселяти колонію, з огляду на невдалу спробу 122 р. до н. е., зголосилося не більше 3 тисяч римлян, тож більшість населення нового міста склали саме тубільці — переважно пунійці.
На відміну від Гракха Август будував нове місто просто на місці пунічного поселення. Верхівку Бірси зрили, і пагорб став розлогішим. За планом Юлія Карфагенська була типовим римським поселенням — з кардо, декуманусом та «квадратними» кварталами. Колонію прикрасили численні храми, присвячені римським і романизованим пунічним богам. Таніт, скажімо, була ототожнена з Юноною, Баал — з Сатурном, Мелькарт — з Гераклом. Зведені були також терми, театр, цирк, що міг вмістити до 60 тисяч глядачів, і 132-кілометровий акведук.

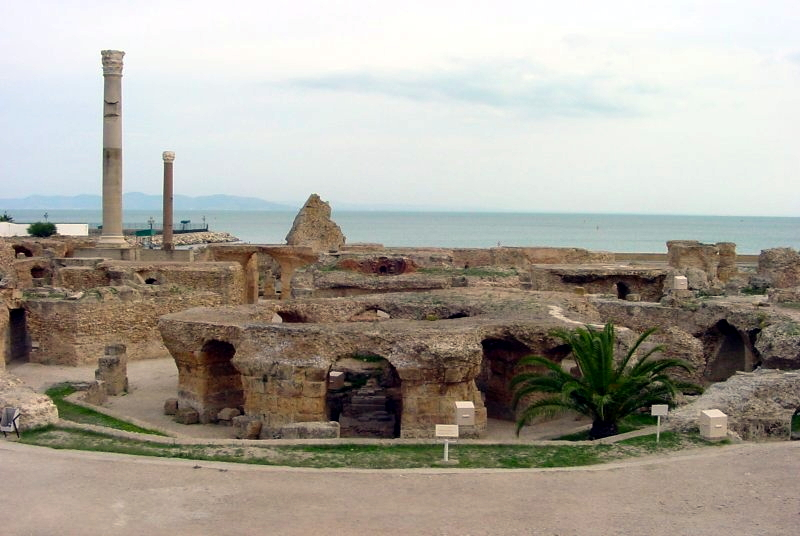
Руїни термів Антоніна

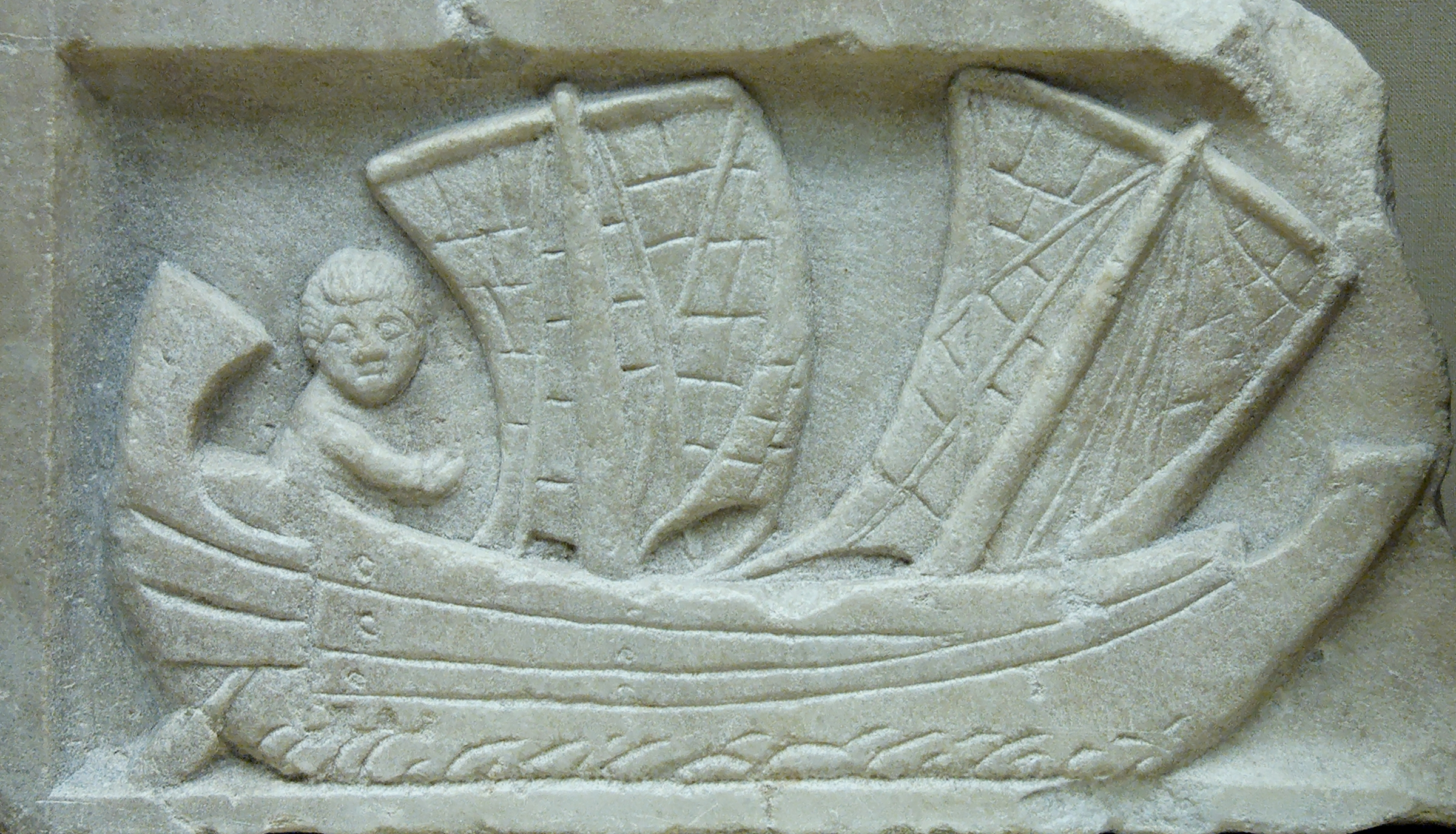
Корабель. Мармуровий рельєф, знайдений у Карфагені

Назва Юлія була швидко витіснена звичним іменем Карфаген. Місто стало резиденцією намісника провінції Африка Проконсульська і фактичним центром усіх римських володінь в Африці. В Карфагені була розташована і адміністрація імператорських латифундій. Наприкінці II ст. Африка перетворилася на головного постачальника хліба до Риму, за часів Коммода був збудований навіть спеціальний «хлібний флот», що базувався в Карфагені. Завдяки податкам, що їх збирали з цілої Африки, Карфаген швидко зростав і вже через століття нараховував до 500 тисяч мешканців, поступаючись лише столиці і Александрії.
Попри швидке поширення латини, фінікійська мова залишалася головною у щоденному спілкуванні. Водночас місцеві мешканці були залучені до політичного і культурного життя імперії. З Африки походив Марк Корнелій Фронтон, наставник Марка Аврелія. В Карфагені вчився Апулей, який досяг такої популярності, що пам'ятники йому встановлювали ще за життя.

### Поширення християнства

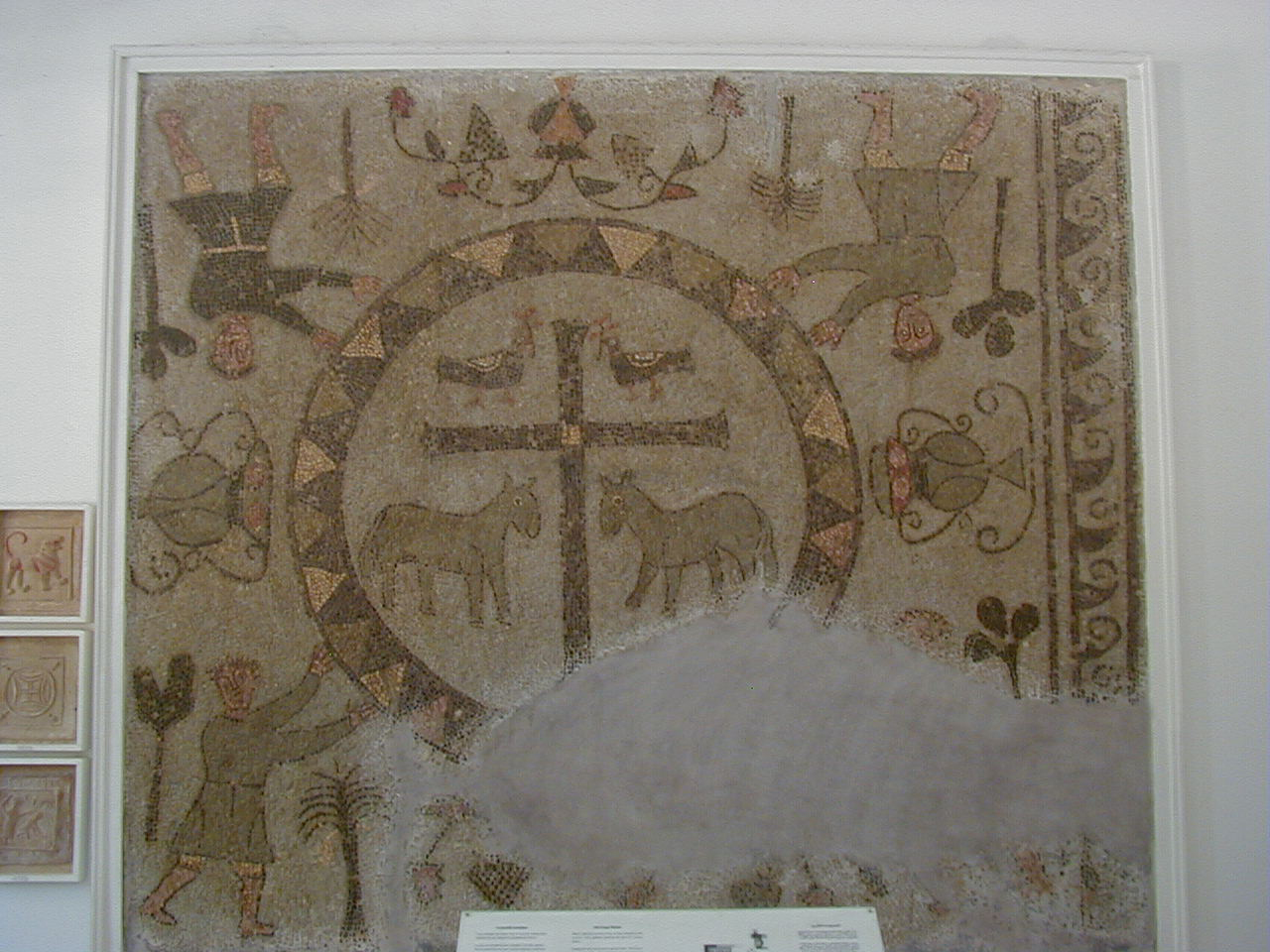
Давньоримська мозаїка з зображенням хреста (Національний музей Карфагена)

З I сторіччя в Карфагені поширюється християнство. Першим місцевим єпископом став Епенет — апостол з сімдесяти. Зростанню числа вірних сприяла етнічна спорідненість пунійців з мешканцями Палестини і наявність в Карфагені чималої єврейської громади. Певний час нове віровчення перебувало ніби «в тіні» юдаїзму, на міських цвинтарях християн навіть ховали поруч з юдеями. Але до кінця II ст. християни перетворилися на самостійну і досить впливову силу, яка мала власні будівлі і цвинтарі, систему взаємодопомоги і підтримки незаможних, чимало симпатиків і справжніх адептів у місцевій владі. Римська адміністрація була цим незадоволена і проти вірних почалися репресії — страта перших мучеників за віру у Карфагені датована 180 роком.

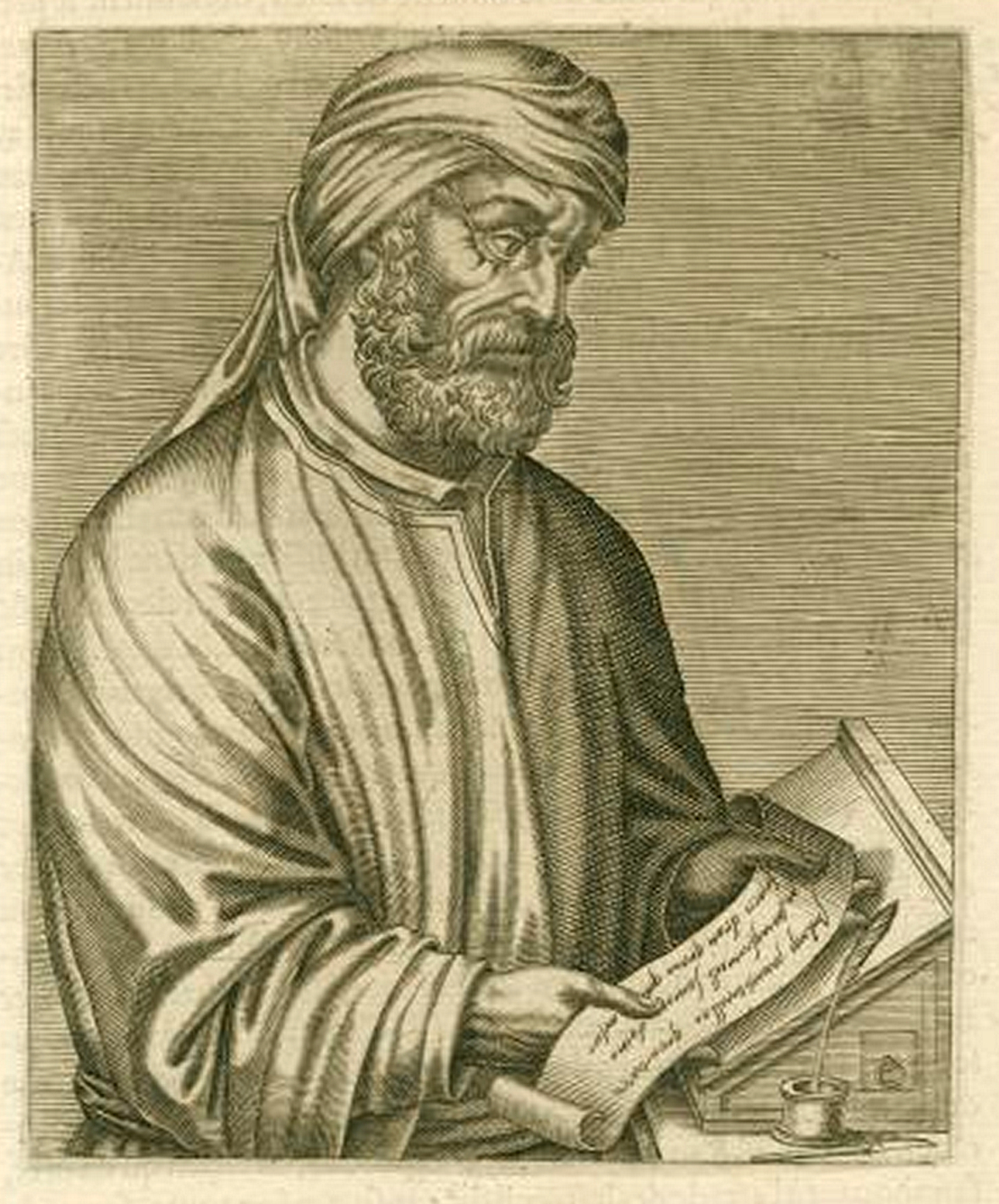
Квінт Тертуліан

Щоправда репресії поширення нового віровчення не зупинили і вже наприкінці сторіччя, за словами самих християн, їхніх прихильників серед містян було вже більше половини. Духовним лідером громади став Квінт Тертуліан, син центуріона, блискуючий юрист і оратор. Саме завдяки працям цього «батька церкви» латина стала офіційною мовою західного християнства. Карфаген перетворюється на центр однієї з двох найвпливовіших теологічних шкіл, прихильники якої прагнули містичного, інтуїтивно-екстатичного пізнання істини.
Нова хвиля репресій чекала на християн за правління Септимія Севера, що за іронією долі сам мав африканське походження. Жертвами переслідувань стали тисячі вірних, найвідомішими з яких були святі Перпетуя і Феліцита.

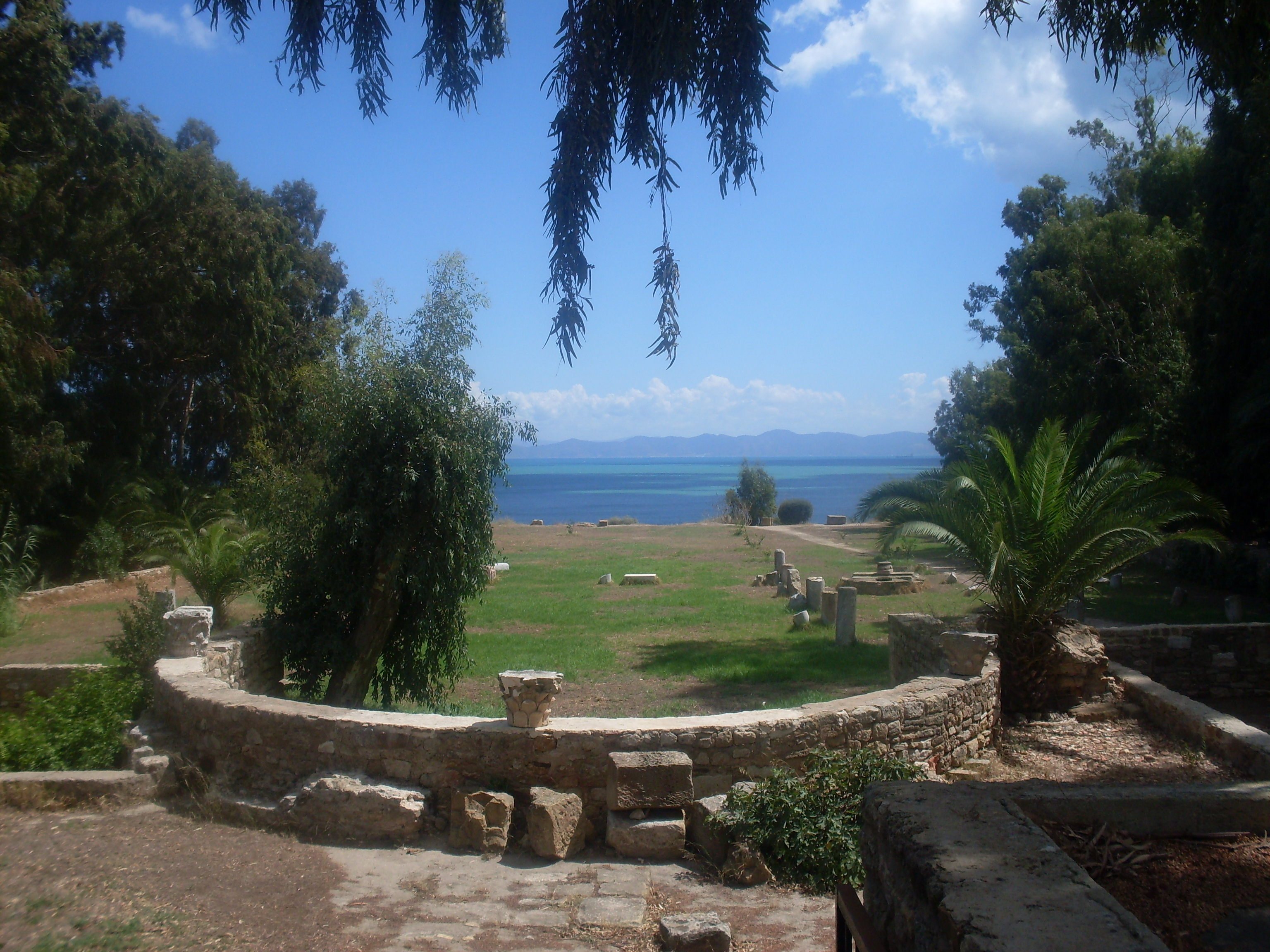
Руїни базиліки Св. Кипріана

У III ст. карфагенську церкву очолив Кипріян Карфагенський. Він походив з місцевої аристократичної родини, отримав найкращу освіту і довгий час викладав філософію і риторику у Карфагенський школі і водночас захищав співгромадян у судах. Ставши християнином, він вже через два роки був висвячений на єпископа. Після гонінь християн за доби імператора Деція, під час яких багато вірних змушені були позірно відмовитися від християнства, Кипріян на соборі в Карфагені домігся визнання за церквою права відпускати смертні гріхи (із відступництвом включно). Згодом погляди Кипріяна з цього питання стали загальноприйнятими.
У 257–258 роках християни пережили нову хвилю репресій. Кипріяна спочатку вислали, а наступного року викликали до Карфагена, судили і стратили.
Після визнання християнства імператором Костянтином, громада виходить з підпілля. Поступово християнізується освіта. В карфагенський риторичній школі, зокрема, отримав освіту Блаженний Августин, один з найвизначніших християнських теологів, який об'єднав вчення церкви з класичною грецькою філософією.

### Імперія і бунтівні коміти

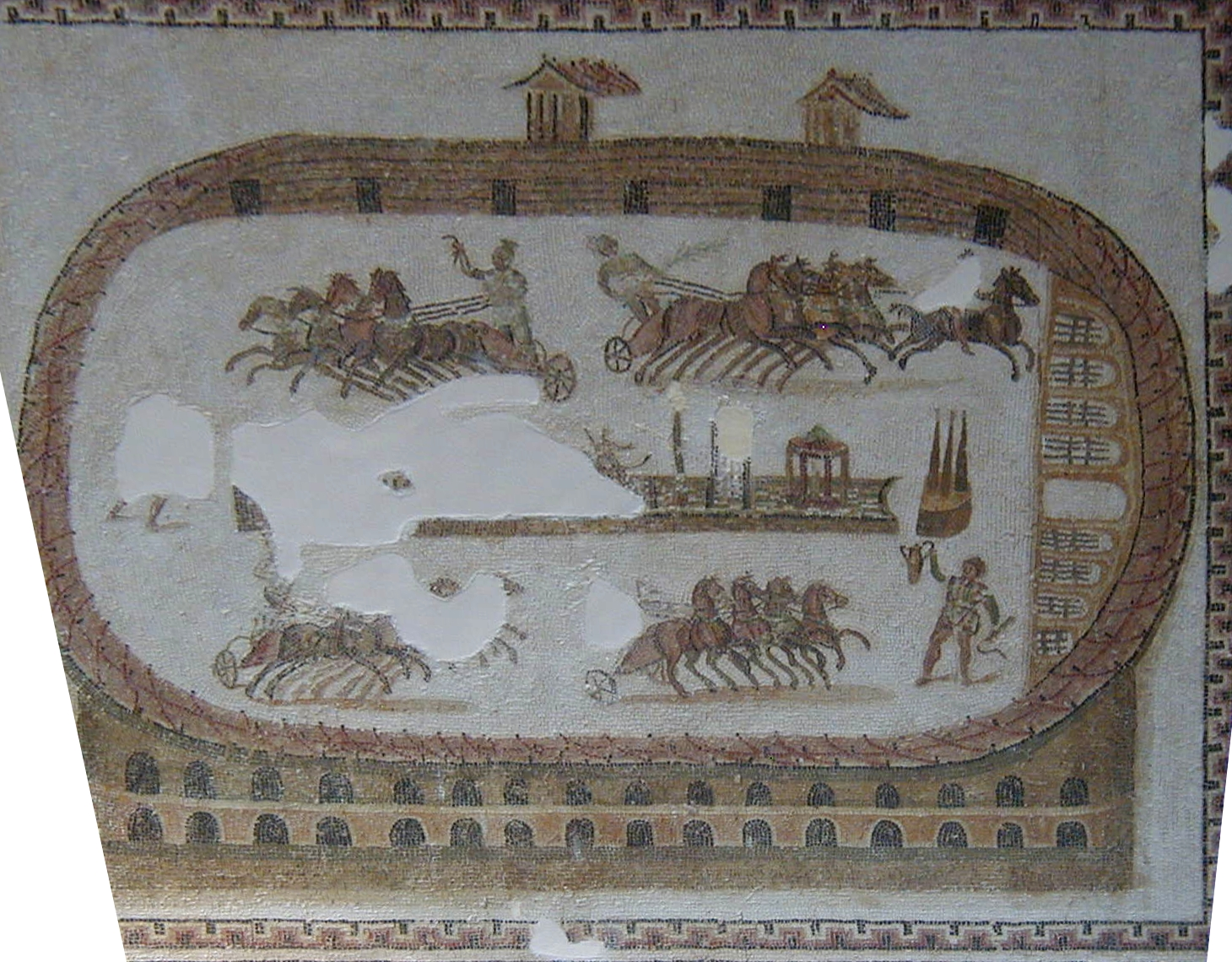
Цирк Карфагена. Давньоримська мозаїка (Музей Бардо)

У першій половині IV ст. Карфаген активно розбудовують, і з перенесенням столиці до Константинополя та занепадом Рима, він перетворюється на найбільше місто західної частини імперії. Довжина його мурів сягала 32 кілометрів. І якщо Мегара була населена не надто щільно, то квартали біля Бірси були забудовані багатоповерхівками, бо місця для всіх бажаючих не вистачало. Справжньою гордістю міста була вулиця під назвою Небесний шлях, театр і храм Мнемосіни.

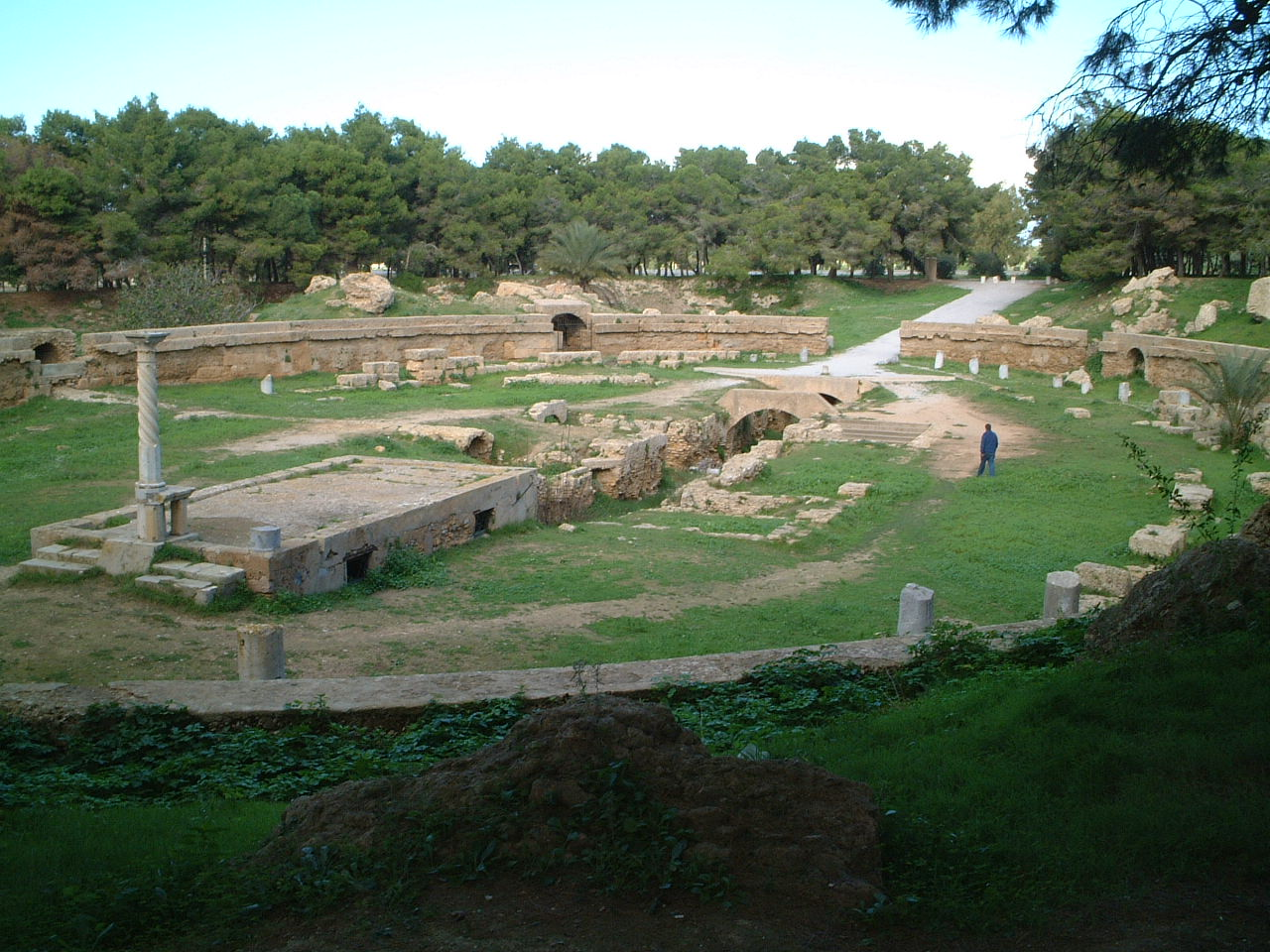
Залишки карфагенського амфітеатру

За доби послаблення імперії, соціальних заворушень і піднесення сепаратистських рухів берберських племен Карфаген залишався міцною опорою влади, яка використовувала місто як базу для каральних експедицій в Нумідії і Бізацені. Згодом, однак, сепаратистські нахили почали виявляти і самі римські намісники — коміти Африки. Першим на цей шлях став Гільдон. Він, щоправда, був не пунійцем чи римлянином, а бербером. До того ж братом знаменитого Фірма, повстання якого придушував майбутній імператор Феодосій Великий. Гільдон підтримав Феодосія і за це у 386 році був призначений комітом Африки.
Однак лояльність імперії Гільдон зберігав недовго, швидко почав поводити себе як самостійний володар і врешті-решт відмовився сплачувати податки. Скориставшись конфліктом між Равенною і Константинополем, Гільдон оголосив про своє підпорядкування східному імператору Аркадію, що надало його діям певної легітимності. Проти бунтівника були спрямовані шість легіонів, виведених для цього з Галлії, на чолі яких Стіліхон поставив молодшого брата Гільдона (і Фірма) — Масцезеля. Той без перешкод висадився в Африці і зайняв Карфаген. Гільдон відступив до Нумідії і невдовзі загинув. Остерігаючись тепер Масцезеля, Стіліхон викликав його до Медіолана, де підступно вбив. Комітом Африки став Батанаріх, чоловік стіліхонової сестри.

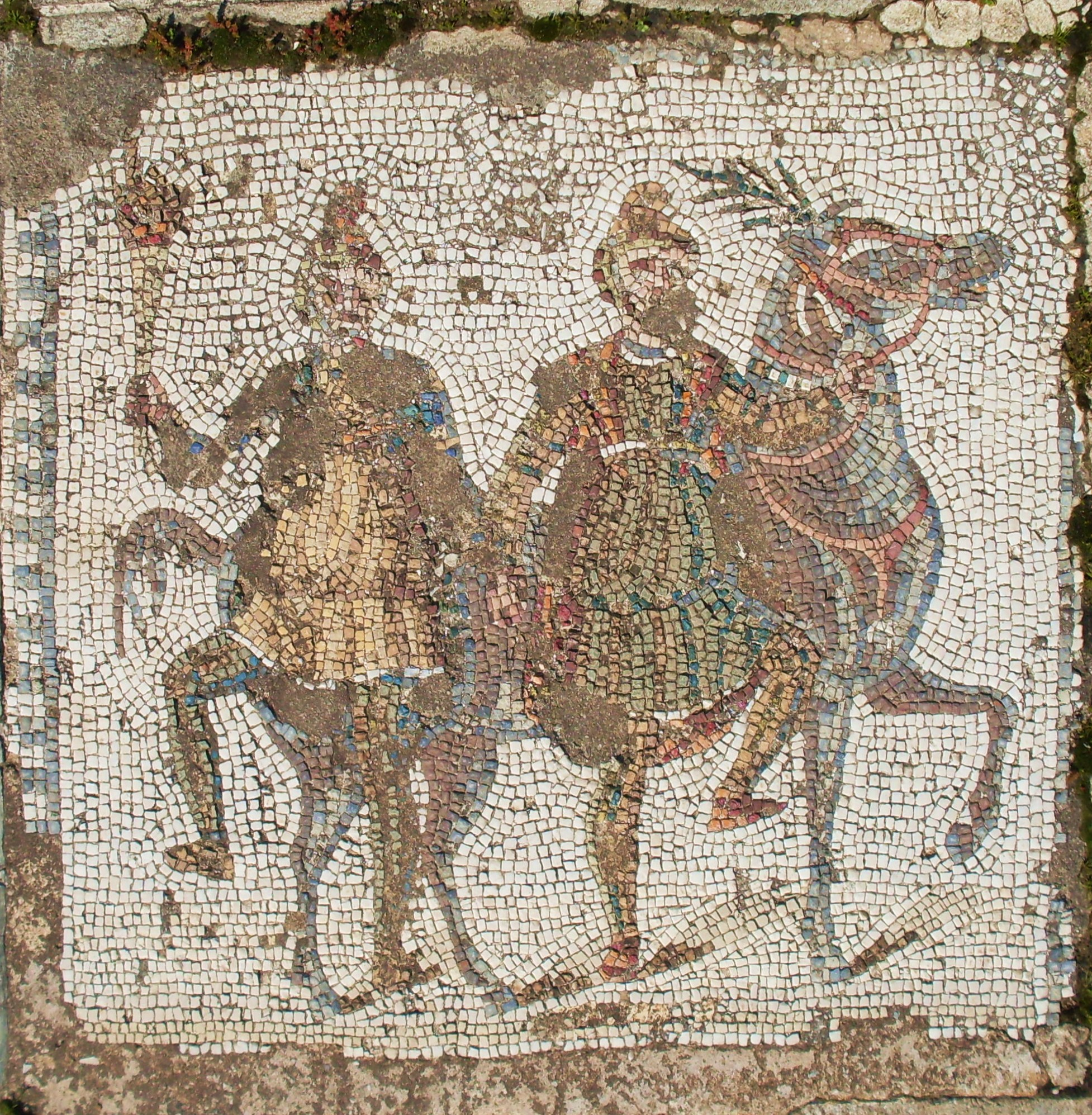
Вершники. Мозаїка, знайдена у Карфагені

Стіліхон, однак, невдовзі був вбитий за наказом імператора Гонорія. Знищили і Батанаріха. А на його місце призначили вбивцю Стіліхона Геракліана. Втім, і той дуже швидко оцінив переваги одноосібного керування багатою провінцією, і теж відмовився сплачувати податки до імперської скарбниці — нібито до того часу, поки федератів-германців не виженуть з території імперії. Гонорій спробував натравити на Карфаген Аларіха, але це лише підігріло амбіції Геракліана. У 413 р. він проголосив себе імператором і відплив із флотом до Італії. В битві при Отріколі Геракліан, щоправда, був розгромлений. Римляни знову висадилися в Карфагені, захопили і стратили бунтівного коміта — просто у храмі Мнемосіни.
У 422 році комітом Африки став Боніфацій. Через рік помер Гонорій, і Боніфацій перетворився на самостійного володаря. У 425 р. він остаточно відомовився підкорятися Равенні, в 427 р. за допомогою найманців-готів відбив напад імперських військ, а наступного року звернувся по допомогу до вандалів, що в цей час мешкали в Іберії, — по суті спровокувавши їх переселення до Африки.

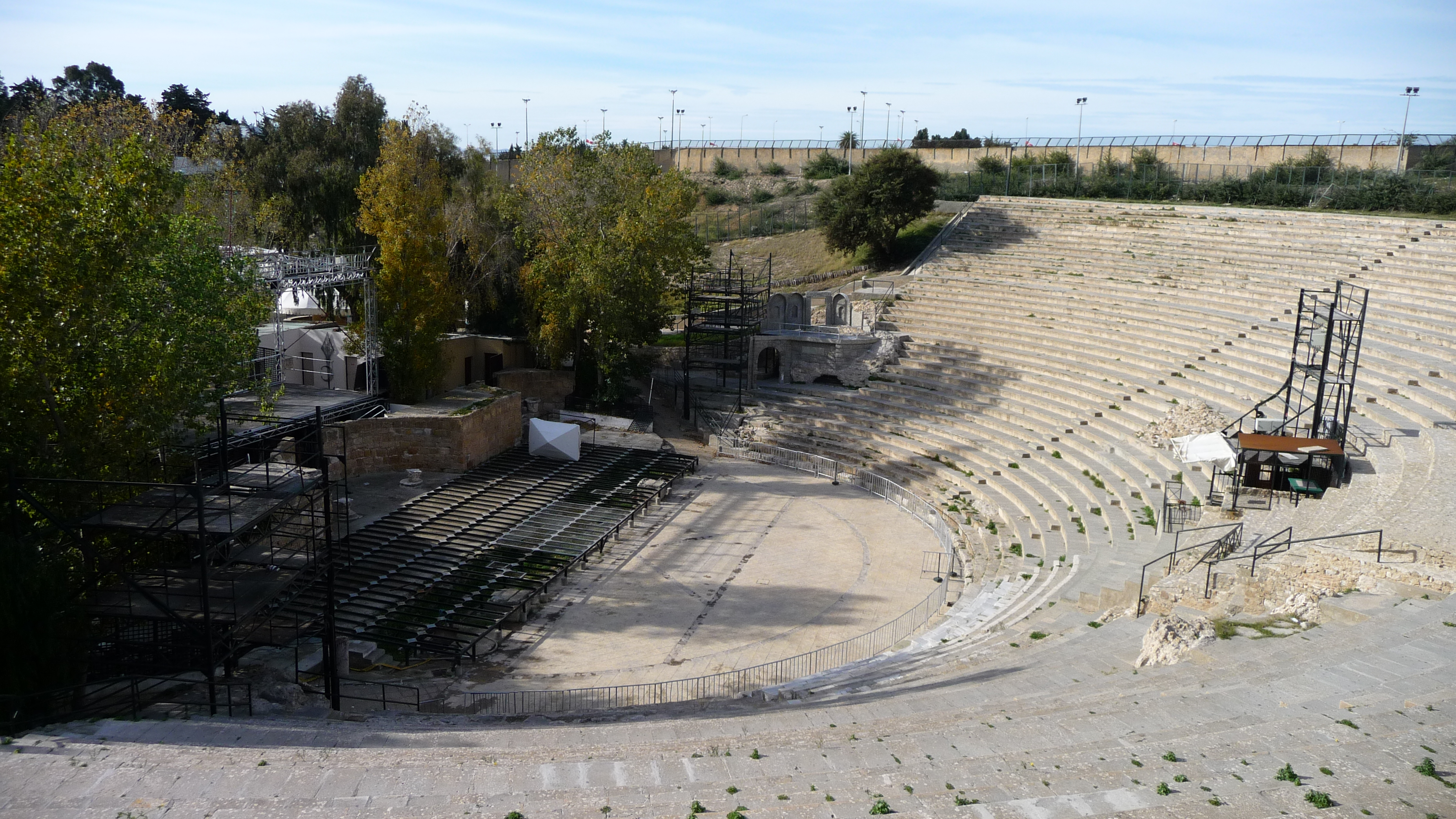
Карфагенський театр

Врешті Боніфацій замирився з імперським урядом, проте вандали вже не погоджувалися повернутися назад. Війна з вчорашніми союзниками завершилася миром, вандали на словах відмовилися від зазіхань на Карфаген, а Боніфація відкликали до Італії.

### Столиця Африканського королівства
19 жовтня 439 року, скориставшись тим, що більшість мешканців міста була в театрі, ватажок вандалів Гейзеріх несподіваним ударом оволодів Карфагеном, перетворивши його на столицю свого королівства. Захоплений зненацька «хлібний флот» був переоснащений і перетворений на потужну військову флотилію, що з того часу наводила жах на усе Західне Середземномор'я. Аріани за віросповіданням, вандали почали своє облаштування у місті з руйнувань язичницьких святилищ. Статуї богів, поскидані з постаментів, були розбиті, іноді навіть не залишені позолоченими. Майно заможних карфагенян було конфісковано на користь королівської скарбниці і багато хто з великих власників поквапився переселитися до Константинополя.

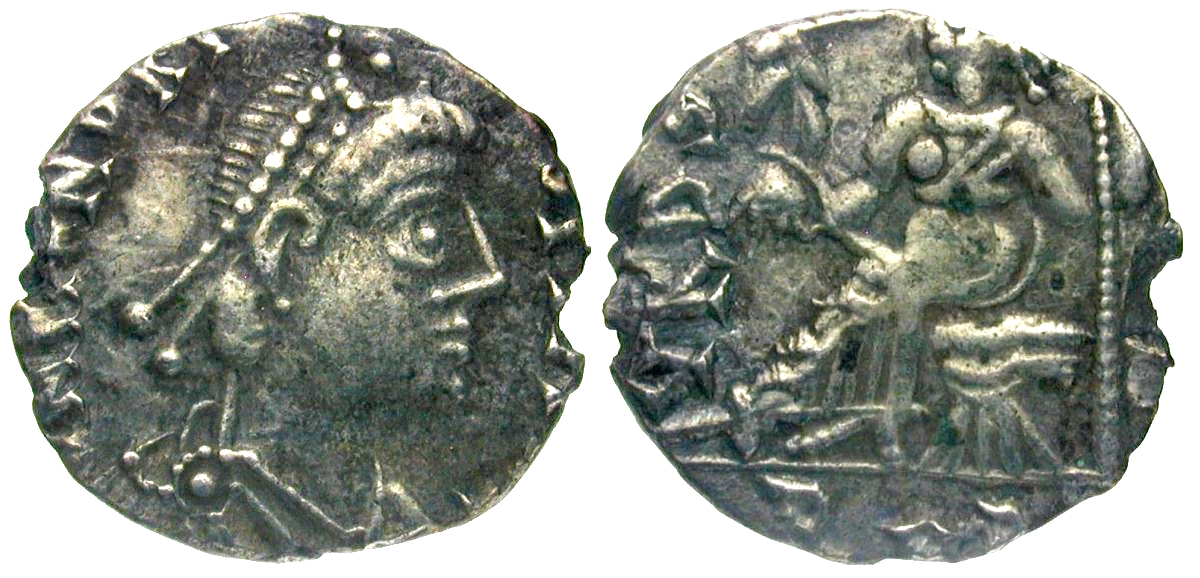
Монета короля Гейзеріха, карбована в Карфагені

Однак невдовзі вже сам Гейзеріх почав розбудову своєї нової столиці. Був зведений королівський палац, у якому були як приміщення для урочистих прийняттів, так і каземати, що слугували в'язницею. У 455 році вандали захопили Рим і вивезли до Карфагена не лише скульптури і цілі архитектурні елементи, але й тисячі ремісників, які мали допомогти перетворити колишню римську колонію на справжню столицю, якій мали заздрити і Равенна, і Константинополь.
У 468 році армії східної імперії спробували відвоювати Африку. Їхній флот здобув перемогу над вандальським біля мису Меркурія і підійшов до Карфагену. Гейзеріх розпочав перемовини і домовився про п'ятиденне перемир'я. Коли ж термін сплив, імперський флот був атакований вандальськими брандерами і майже повністю спалений. Імператор поквапився відкликати експедиційний корпус, і в 474 р. Константинополь остаточно визнав незалежність Африканського королівства.
Спадкоємці Гейзеріха намагалися зблизитися з римсько-пунійською верхівкою. Король Гунтамунд припинив переслідування православних католиків, дозволив відкрити їм свої церкви і повернув з заслання кліриків. При його дворі жив і працював поет Блоссій Драконцій, була укладена славетна «Латинська антологія», у Карфагені працювали риторичні школи. За короля Тразамунда в місті сформувалася ціла плеяда римських поетів, до якої, зокрема, належали Люксорій, Коронат і Флавій Фелікс, наділені монархом сенаторськими званнями. Тразамунд відновив і масштабне будівництво, зводячи нові терми, бібліотеки і школи.

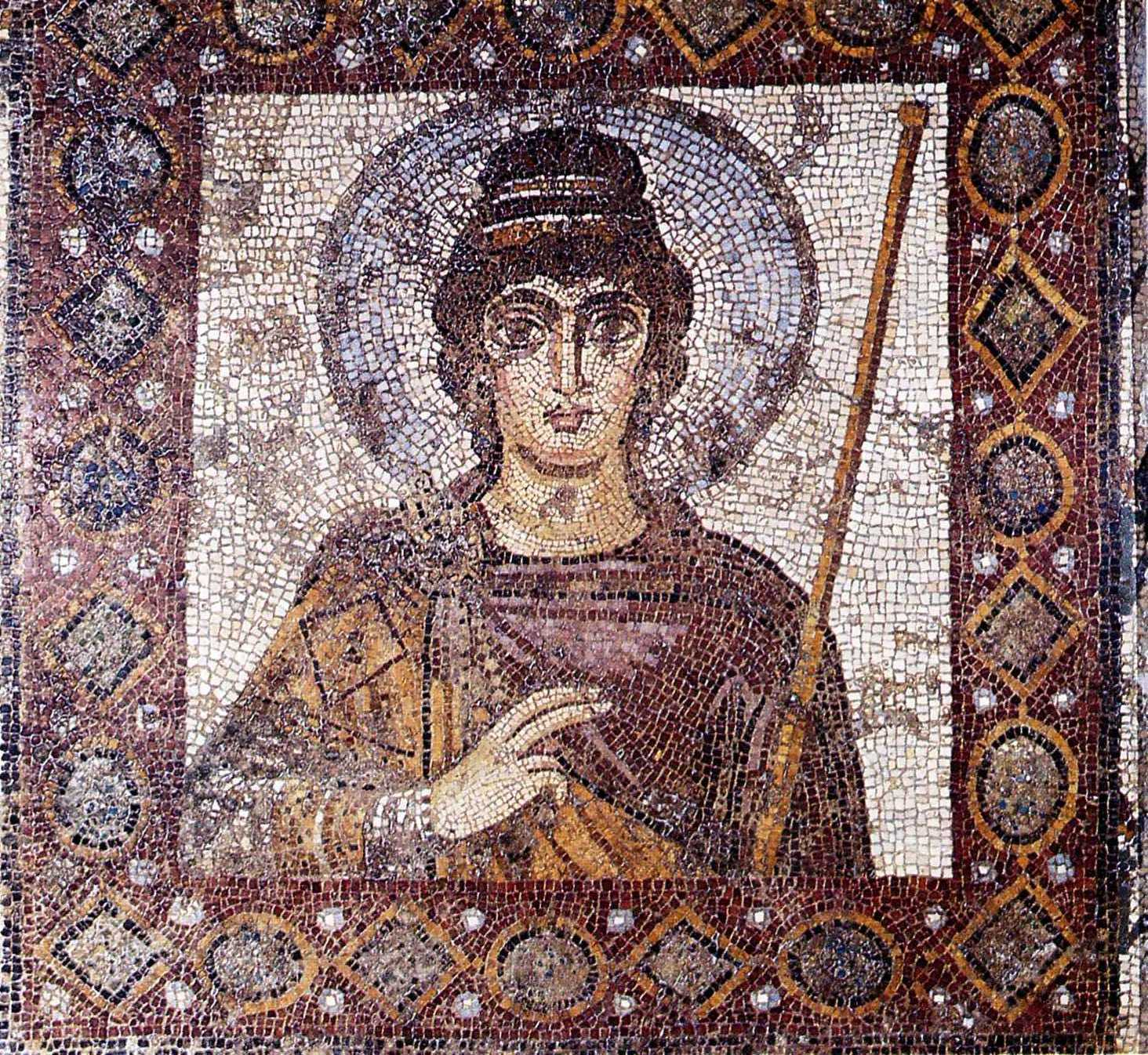
«Карфагенська дама». Мозаїка VI ст. (Національний музей Карфагена)

Відновлюються і набувають нового розвитку торговельні зв'язки Карфагена з Італією та іншими країнами Середземного моря. В місті існував цілий район, населений іноземними негоціантами. Королі взяли під патронат карфагенське купецтво і навіть захищали його інтереси в перемовинах з Константинополем.
За правління Гільдеріка королівство ще більше зблизилося з імперією і навіть погодилося на непряме визнання своєї васальної залежності від Константинополя. Це викликало спротив вандальської знаті, що усунула Хільдеріка і віддала престол Гелімеру. Але врешті державний переворот лише прискорив візантійську інтервенцію. У 533 р. Велізарій захопив Карфаген і за рік остаточно розгромив війська вандалів. Щоправда містяни не поспішали радіти «звільненню». Проти візантійської влади невдовзі спалахнуло повстання, придушене лише у 546 році.

### Візантійці та араби
Карфаген був перетворений Юстиніаном на центр «преторіанської префектури Африка», до складу якої входило спочатку шість африканських провінцій, а згодом — ще й одна іберійська. Однак така форма управління віддаленими від столиці територіями була занадто громіздкою, і вже Маврикій створив у 590 р. Карфагенський, або ж Африканський екзархат, у якому вся влада — і військова, і адміністративна була об'єднана в руках намісника — екзарха.
Першим екзархом, призначеним Маврикієм, став Геннадій, що зарекомендував себе перемогами над берберами. Його наступник Іраклій почував себе настільки впевнено і самостійно, що після державного перевороту в Константинополі і утвердження при владі Фоки фактично став на чолі опозиції, відмовився сплачувати податки, а потім — озброїв і оснастив армію повстанців і поставив на чолі свого сина — майбутнього імператора Іраклія. Той, у свою чергу, розглядав Африку як міцний тил, і, коли у 617 році перси підступили до Константинополя, навіть спробував перенести столицю імперії до Карфагена. Щоправда ці плани так і не були здійснені.
Столицею — востаннє у своїй історії — Карфаген таки став у 647 році. Екзарх Григорій (небіж Іраклія) проголосив себе самостійним володарем — імператором Африки. Проте новоутвореній «імперії» вже погрожував новий сильний ворог — араби. Проти їхнього передового загону виступив сам Григорій, але під стінами Суфетули зазнав нищівної поразки і загинув.
У 698 році сорокатисячне військо арабів на чолі з Хасаном ібн-Нуманом захопило і повністю зруйнувало Карфаген. Столицею своїх нових володінь, що тепер іменувалися «Іфрікія», араби зробили Кайруан. А Карфаген перетворився на своєрідну каменярню, тут добували матеріал для будівництва сусіднього Туніса, прикрашення мечетей у Кайруані і Махдії. Деякі елементи карфагенських храмів були використані для зведення західноєвропейських соборів — зокрема у Генуї, Пізі і навіть Кентербері.